# Tiszaújlak

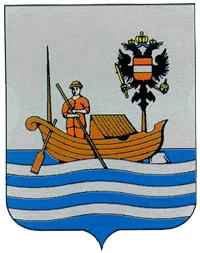
Tiszaújlak címere az Osztrák–Magyar Monarchia idejéből

Tiszaújlak (ukránul: Вилок [Vilok], szlovákul: Výlok, németül: Wylok) szeliscse Ukrajnában, Kárpátalján, a Beregszászi járásban, Tiszaújlak község székhelye. A Tisza jobb partján terül el, érinti az ukrán–magyar határsávot, és itt válik határfolyóvá a Tisza. 1989-ben nyitották meg a Tiszaújlak–Tiszabecs határátkelőhelyet, amely nemzetközi, éjjel-nappal működik Ukrajna és Magyarország, illetve az Európai Unió között.
Első írásos említése 1304-ből való, ekkor Wylak (Ujlak) a Hont-Pázmány család birtokában volt. A települést a Hont-Pázmány nemzetség ugocsai ágának fennmaradt fiúága, az Újhelyiek 1770-ig birtokolták, amikor is a kincstár megvásárolta a birtokot. Tiszaújlak sokszor játszott fontos szerepet a magyar történelemben. A Rákóczi-szabadságharc egyik előzménye itt zajlott le, amikor Esze Tamás és csapata 1702 kora őszén megtámadta a tiszaújlaki sóházat, ami a bécsi udvar reakcióját is kiváltotta.
1702. október 17-én a császár Szatmár vármegyének címezve rendeletet adott ki, hogy a katonaság segítségével fogják el és példásan büntessék meg a sóházat felprédáló parasztságot. Eszét hónapokon keresztül tartó üldöztetés után sem tudták elfogni.
Munkácson új, kurucok vezette felkelés kezdődött, és Rákóczit kérték fel vezetőjüknek, aki elérkezettnek látta az időt és eleget tett kívánságuknak. 1703. június 15-én Esze Tamás csapatai csatlakoztak hozzá, 3000 főre emelve serege létszámát.
1703. július 14-én itt vívták első győztes csatájukat a kurucok, a győzelem után a sereg átjutott a Tiszán. Ennek emlékére 1903-ban felállították a turulmadaras emlékművet. Ezt a nemzeti emlékhelyet azonban 1945-ben, a szovjet megszállás után felszámolták és csak 1989-ben állították helyre.
A nagyközség 3419 lakosának több mint 80%-a magyar anyanyelvű. Napjainkban két középiskolája van, ezek közül az egyik ukrán nyelvű. A településen öt vallási felekezet működik, mindnek saját temploma, illetve imaháza van.

## Fekvése, természetföldrajzi viszonyok
Tiszaújlak a Tisza jobb partján, közvetlenül az ukrán-magyar határ mentén terül el. A nagyközséget északi irányból Tiszakeresztúr és Karácsfalva, nyugatról Magyarország, délről Tiszabökény, keletről pedig Tiszaújhely határolja. A magyar oldalon lévő Tiszabecstől mindössze három kilométerre, Nagyszőlőstől 17 kilométerre, Beregszásztól pedig 22 kilométerre fekszik. A Tisza itt válik határfolyóvá. A község Kárpátalja síksági részén terül el.
Tiszaújlak – a lakosság számát és gazdasági fejlettségét figyelembe véve – Királyháza után a Nagyszőlősi járás második városi jellegű települése volt.
Környező falvak: Tiszabökény 6 km, Tiszaújhely 4 km, Csetfalva 4 km, Tiszakeresztúr 3 km, Bene 8 km, és a magyarországi Tiszabecs 3 km.

### Éghajlata

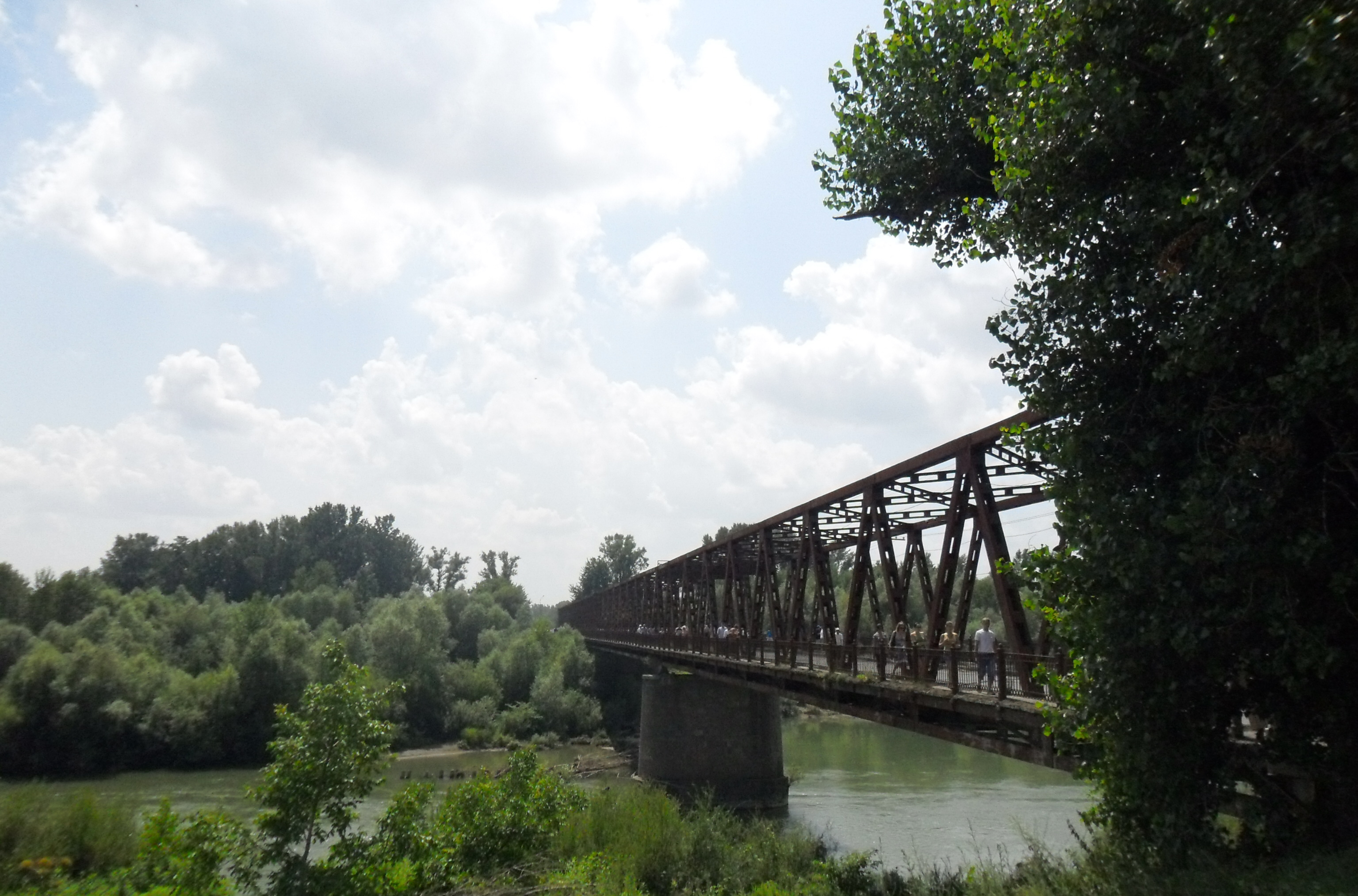
A Tiszaújlaki Tisza-híd

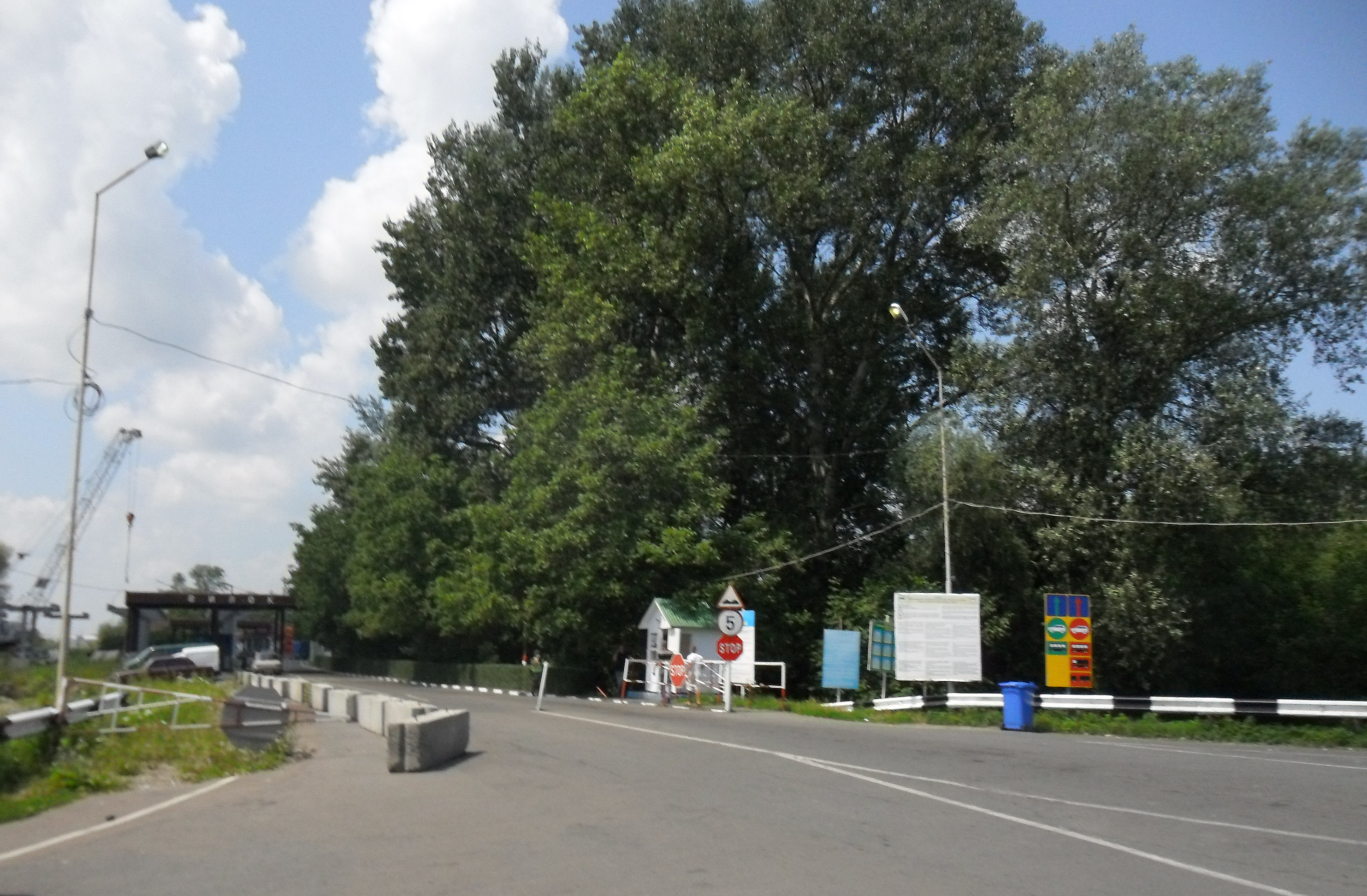
A Tiszaújlak–Tiszabecs nemzetközi határátkelőhely

Területén többnyire atlanti és kontinentális légtömegek uralkodnak; ennek hatására a tavasz változékony, a nyár nem túl forró, az ősz aránylag meleg. Éghajlata mérsékelten kontinentális. A mediterrán ciklonok időjárási hatása a téli időszakra jellemző, enyhülést és csapadékot hoznak. A terület évi középhőmérséklete 10,6 °C, az átlagos fagymentes időszak hossza 180 nap. A 10 °C-nál melegebb napok hőmérsékletének összege, vagyis a hőösszeg 3200 °C körül van. Az éves csapadékmennyiség kb. 720 milliméter, az átlagos évi napfényösszeg pedig 2025 óra körül alakul.

## Története

### Nevének eredete
Tiszaújlakot Wylak (vagyis Ujlak) néven 1304-ben említik először a levéltári okmányok. Jelentése valószínűleg az „új udvarház” fogalomra vezethető vissza, ugyanis az Újlak helynév az új melléknév és a lak – lakóház, udvarház – főnév összetétele. A későbbi okmányokban Wylack, Vylac, Uylak néven is szerepel.
Tiszaújlak régi település, valamikor Szent Ilona Szigetének is nevezték. Megkülönböztetésül a többi „Újlak” nevű településtől, a község 1773-tól viseli hivatalosan a Tisza előnevet.

### 1304–1700
Levéltári adatok szerint a település helyén valaha a Nyírtelek nevű puszta volt, feltehetően egy hasonló nevű kisebb lakott helységgel.
A Hont-Pázmány nemzetségből az első ugocsai birtokot Achilles pécsi püspök, IV. Béla alkancellárja szerezte meg. A király ugyanis 1251-ben adományt adott Achillesnek az ugocsai Verbőc nevű földre, amely előzőleg bizonyos Márk örökös birtoka volt, de ennek fia, Péter, utód nélkül halt el, s így a birtok a királyra szállott. Egy 1270-ben keletkezett okirat szerint V. István magyar király a Tisza-parti Nyírteleket Achilles pécsi püspöknek adományozta. Ezt a kis települést vélhetőleg elpusztította az árvíz.
Az 1300-ból származó másik okiratból arról értesülünk, hogy III. András király a Hont-Pázmány nemzetség Bihar megyéből keletre szakadt tagjainak (Mikó és Csépán) – a Máramaros megyei Viskért cserébe – az ugocsai Ardót, Rakaszt és az immár pusztává vált Nyírteleket adományozta. A királynak ugyanis a benépesedő máramarosi völgy, a sóbányászat és a máramarosi koronavárosok védelme szempontjából szüksége volt a völgyön uralkodó várra. A Hont-Pázmány nemzetség tagjai a kapott birtok nyugati sarkában, új lakosok betelepítésével újabb települést hoztak létre, amely a család birtokai között 1304-ben Újlak néven szerepelt. 1332-ben temploma is volt. A 14. század második felében már tíz falu: Verbőc, Fancsika, Ardó, Rakasz, Újhely, Újlak, Karácsfalva, Mátyfalva, Dob és Kérő volt Ugocsa megyében a Hont-Pázmányok két ugocsai ágának birtokában. Bár Rakaszt kivéve, amely a többi Hont-Pázmány-falutól a közbeeső Perényi-birtokok, elsősorban Nagyszőlős által elválasztva a megye keleti határán állott, a többi kilenc falu összefüggő területen, a megye nyugati felében, a Tisza jobb partján elterülő sík földön feküdt, a birtokok felett egységes uradalmi szervezet nem alakult ki.
A 14–15. században a nemzetségi birtokok zömét kezeikben tartó Marcell-utódok is számos családban ágaztak szét, amelyek főleg Ardón, Mátyfalván, Újhelyen és Verbőcön építették fel kúriáikat. E családok azonban a 16. század közepéig az Ujhelyi-ág kivételével kihaltak, s így a Marcell-ág birtoka a már megindult széttagolódás után 16. században ismét egy család kezében egyesült. A települést a Hont-Pázmány nemzetség ugocsai ágának fennmaradt fiúága, az Újhelyiek, 1770-ig birtokolták, amikor is a kincstár megvásárolta a birtokot, több mint negyven igényjogosult kielégítésével.
Tiszaújlak már a középkorban is híres volt a tiszai révről és sókikötőjéről. 1417-ben nagy raktárak épültek itt a Tiszán leúsztatott só tárolása és továbbszállítása céljára. Egy ilyen raktár ma is áll az Esze Tamás téren. Tiszaújlak sóházába a sót Aknaszlatináról tutajon szállították le a Tiszán. Tiszaújlak és Csetfalva környékén többnyire három hegyi tutajból egy nagyot állítottak össze. A sót a Tisza partján létesített sólerakatokból szállították tovább Magyarország és a monarchia egyéb országainak sóhivatalaiba. Ezenkívül a tutajokon szállított fát sokszor egészen Szegedig úsztatták le.
A település többször szenvedett károkat az árvíztől. Az 1624-es árvíz szinte teljesen elpusztította, a súlyos károkat csak évtizedek múlva sikerült helyrehozni. Az újjáépítéshez nagy segítséget nyújtottak a szlatinai sóbányászok, akik gyűjtést szerveztek az árvízkárosultak megsegítésére.
Megszenvedte Tiszaújlak lakossága az 1657-es lengyel betörést is, amit II. Rákóczi György erdélyi fejedelem lengyelországi politikája váltott ki. 1661-ben viszont már török seregek vonultak át a településen, mindent felégetve útjukban. Az 1678–1688-as, Thököly Imre vezette Habsburg–ellenes felkelés sem kerülhette el Tiszaújlakot. Megtorlásul a felkelésben való részvételért, a települést osztrák katonaság özönlötte el, megkínozva és kirabolva a lakosságot. Aki tehette, a környező erdőkbe menekült.

### A Rákóczi-szabadságharc idején

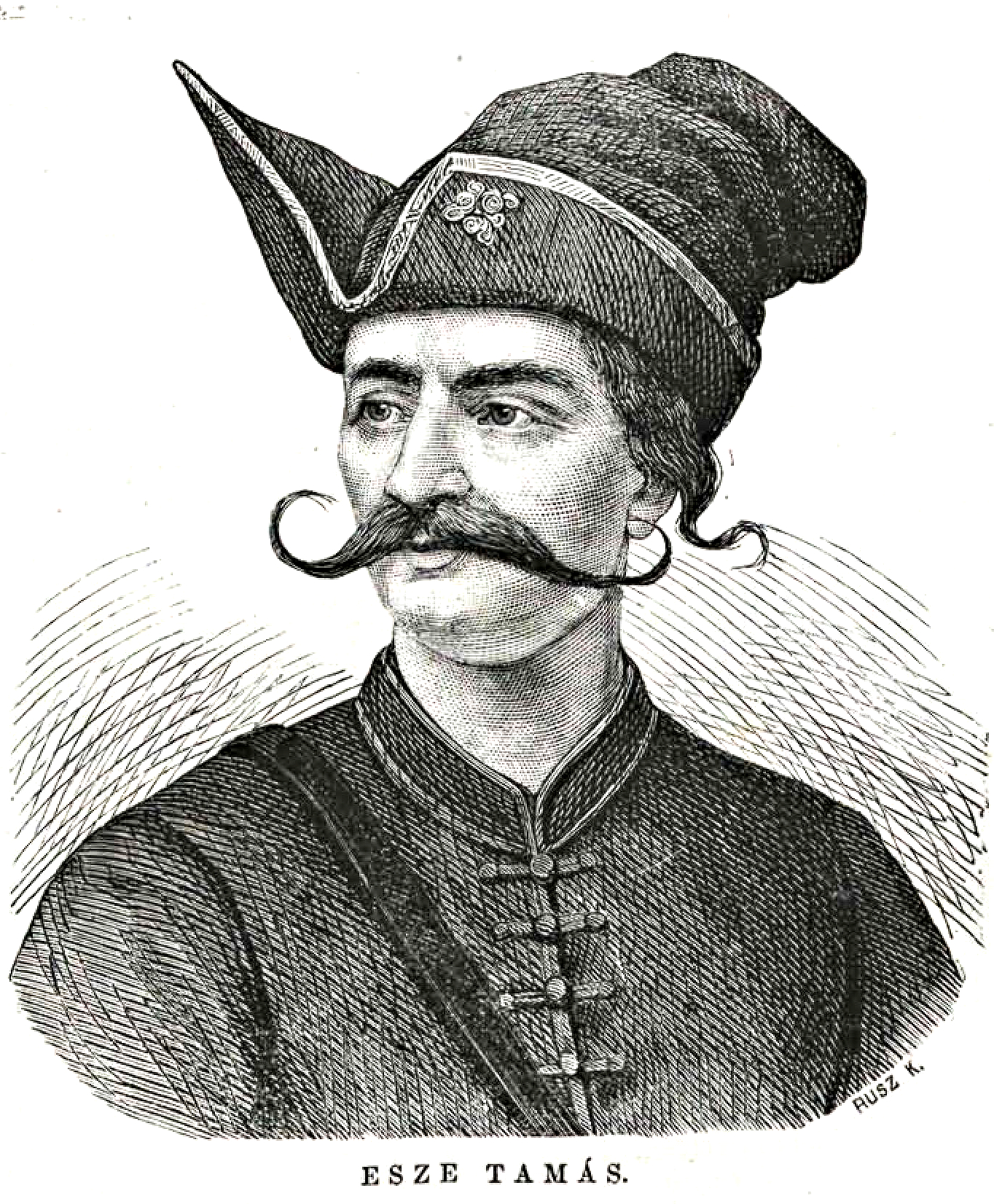
Rusz Károly: Esze Tamás

Esze Tamás emléktábla az egykori sóház falán

Ugocsa vármegye, a történelmi Magyarország törpe vármegyéje, két szolgabírói járásból állt, amelyeket a Tisza folyó választott el csaknem két egyenlő részre. A két járást Tiszán-inneninek és Tiszán-túlinak nevezték el. Területe 1190 négyzetkilométer volt. Tiszaújlak a Tiszán-inneni járáshoz tartozott, amelynek központja Nagyszőlős volt.
A sókereskedéssel kapcsolatos problémák – a kincstári monopóliumok bevezetése után (1699) – nem csak Máramarosban, de a környező vármegyékben is rendkívül kiéleződtek. Érzékenyen érintették Szatmár, Ung, Ugocsa és Bereg lakosságának jövedelmeit is, mivel ezekből a vármegyékből tömegesen keresték kenyerüket a máramarosi sóbányákban. „A monopoltársaságok, kiváltságokat élvező csoportok önkényes árszabásaikkal nagy drágaságot idéztek elő, sokkal károsabb volt azonban az, hogy lefoglalták a belső piacokat és a lakosság legkülönbözőbb rétegeit jórészt kiszorították onnan.”
Esze Tamás élete és tevékenysége teljesen egybeforrt a kibontakozó felszabadító harccal, szereplése kiterjedt az ugocsai térségre is. Itt tűnik ki még 1702 kora őszén a tiszaújlaki sóház elleni támadásban. Esze – sókereskedő lévén – szekerével a tiszai sólerakó helyről Debrecenbe szállította áruját. A tiszaújlaki sótisztek azonban alaptalanul azzal vádolták meg, hogy lopott sót árul. A vádak ellen még a Szatmár vármegyei főispán, Károlyi Sándor pártfogása sem segíthetett, aki írt a Kamarának, hogy Esze ártatlan, hogy lopott sót nem találtak nála. A sótisztek ezt figyelmen kívül hagyva az összes marháját elhajtották Tiszaújlakra. Nem használt a sértett igazának bizonygatása sem, meg sem hallgatták. Ekkor fordult szembe a hatóságokkal. Családját és ingóságait biztonságos helyre, Debrecenbe költöztette. Társaival együtt visszament a tiszaújlaki határba, ahol „a maga marháit a sótisztek marhái közül kiszaggatta és elhajtotta”. Megtámadta a tiszaújlaki sóházat, egy embert megölt, és a sóház pénztárát kirabolta. Ez a támadás a bécsi udvar reakcióját is kiváltotta. 1702. október 17-én a császár Szatmár vármegyének címezve rendeletet adott ki, hogy a katonaság segítségével fogják el és példásan büntessék meg a sóházat felprédáló parasztságot. Eszét hónapokon keresztül tartó üldözés után sem tudták elfogni. Sorsa a későbbiekben összeforrt az erdőségekben bujkáló emberekkel, így Kis Alberttel, aki a váradi börtönből szökött meg, de Károlyi Sándor szatmári főispán szolgálatában is állt. 1702 telén Esze Tamás és Kis Albert már a beregi erdőkben bujkáltak hasonló sorsú honfitársaikkal. Közben az európai politika – az örökösödési háború révén – is közrejátszott az erdőkben bujdosók mozgalmának kibontakozásában.
1703. május 24-én Majos János kuruc kapitány és Ilosvay Bálint kuruc ezredes katonái elfoglalták Tiszaújlakot. A sóház épületét reggel 7 órakor Esze Tamás foglalta el, két gyalogos csapattal és 40 lovassal, a 14 muskétásból és egy hadnagyból álló őrségből négyet levágtak, a többi közéjük esküdött. Maga Tiszaújlak falu ekkor az Újhelyi család birtokában volt, a kincstár csak a sórakodó hely miatt vásárolt meg belőle egy részt. A falu birtokba vétele egyértelműen a sótisztek ellen irányult, akiket magatartásuk miatt nem szívelt a környék népe. Ezután a kuruc felkelők elfoglalták Naménytól Tiszabecsig a Tisza vonalát.

#### A Tiszaújlak-Tiszabecs közötti ütközet

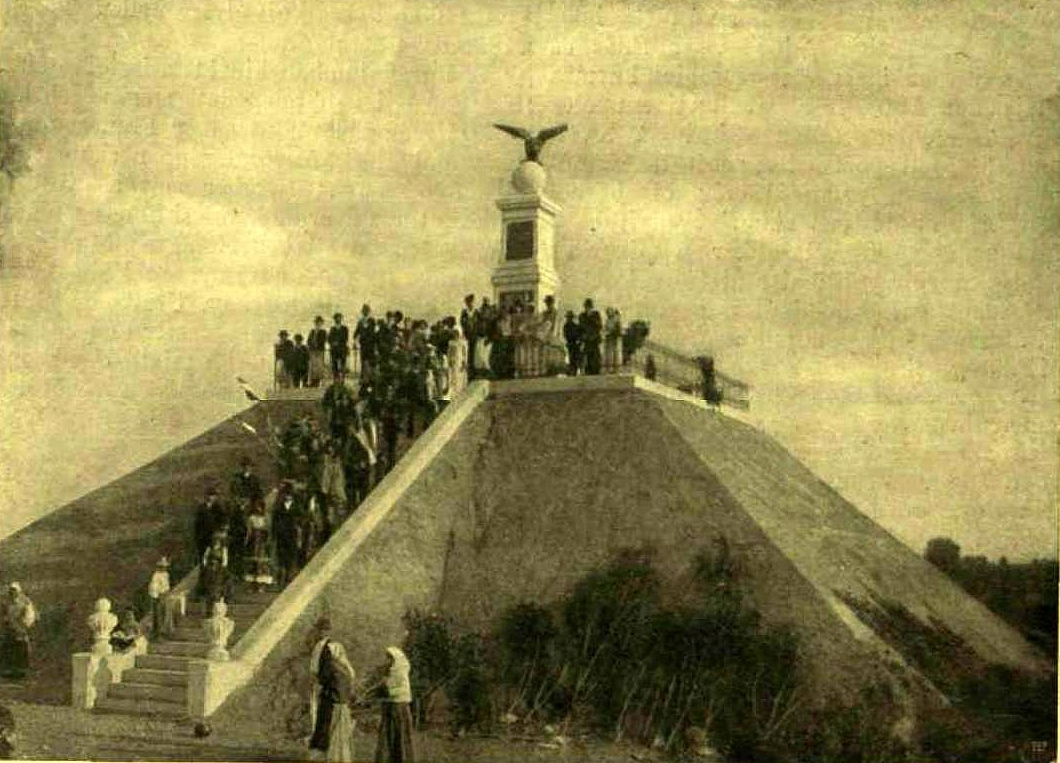
A tiszaújlaki turulmadaras Rákóczi emlékművet 1903. szeptember 20-án avatták fel

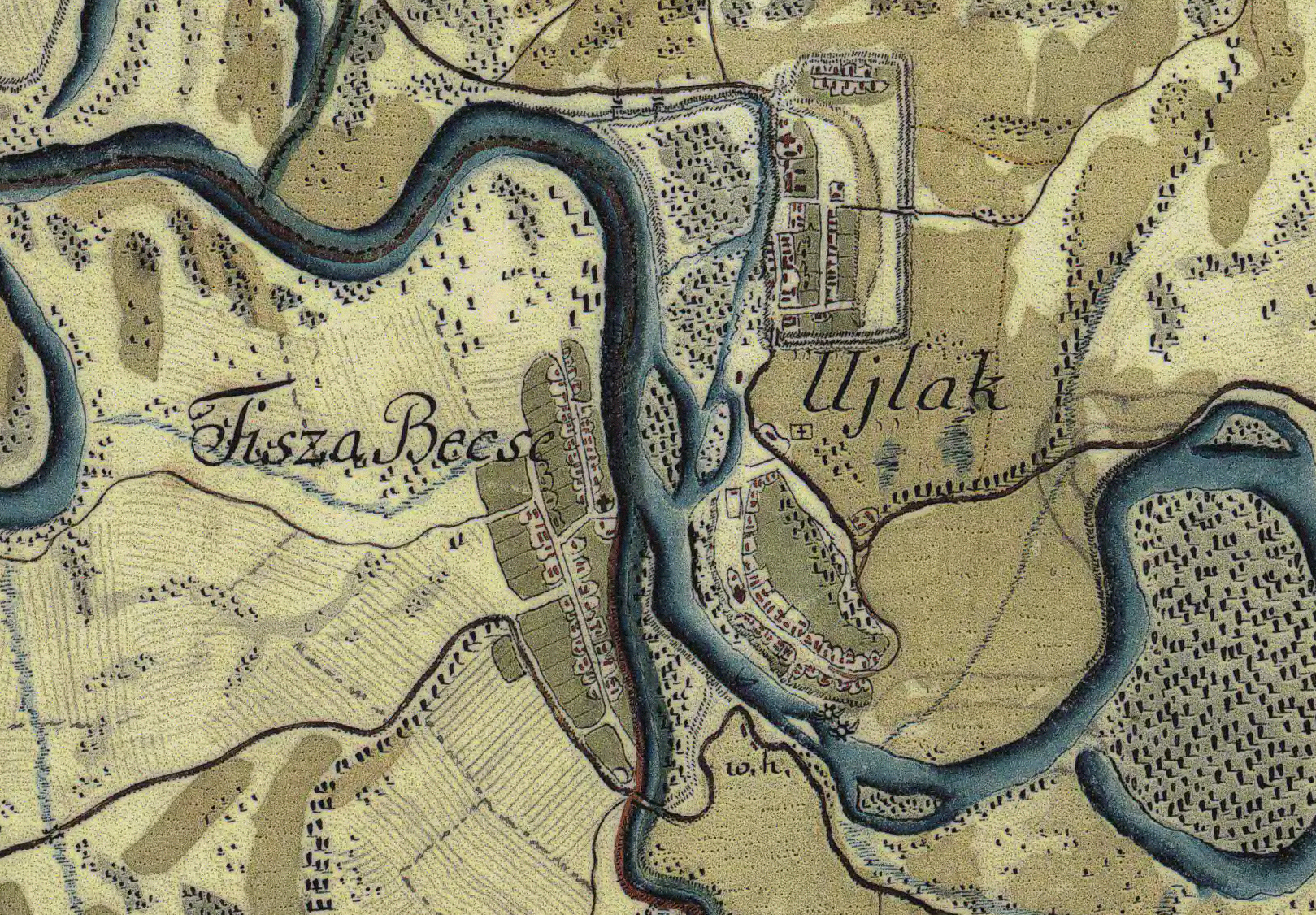
Tiszaújlak az 1780–1784 között készített jozefiniánus topográfiai térképen (méretaránya: 1:)

1703. július 14-én Rákóczi tiszántúli hadjárata során Benéhez ért. Átkelt a Borzsa hídján, és a délutáni órákban Csetfalva és Tiszaújlak határában táborozott le lovasságával, mivel a gyalogosok a mostoha útviszonyok, a sár miatt lemaradtak. Ellenséges csapatok nem állomásoztak a közelben, a Tisza jobb parti vidékén legfeljebb az ellenség felderítő járőrei mozogtak. Az egyik ilyen felderítő csapatnak, amelynek kötelékében 20 magyar és 30 német lovas szolgált, a vezetője Kende Mihály császári huszár-alezredes volt. Még július 13-án átkeltek a Tiszán, Benén és Muzsalyon keresztül Beregszászig meneteltek. Nem tudva Rákóczi támadó jellegű előrenyomulásáról, Várin keresztül akartak visszatérni Tiszabecsre. A fejedelem, észlelve a járőrcsapatot, sikeresen bekerítette azokat. Kendének nem maradt más esélye, csak az elkeseredett harc. A fejedelem lovasai már ekkor elfoglalták a rév hídfőjét, amit tizenöt elsáncolt német gyalogos őrzött. Kende embereit Rákóczi katonái a folyónak szorították, akik egy kanyarulatba húzódva keményen ellenálltak.
A Tisza túlsó oldaláról – biztonságos fedezékből – heves puskatűzzel támogatták Kende embereit. Négy órán át folyt a küzdelem, amelyben Kende katonái háromszor rohamoztak. A heves összecsapás láttán Rákóczi meg szerette volna kímélni lovasait, és inkább a lemaradozó gyalogsággal akarta megtörni az ellenséget. Erre azonban nem került sor, mivel a lovasok zárt sorú támadása eldöntötte az összecsapás kimenetelét. A ellenség katonái közül nyolcan estek el. Rákóczi vesztesége a kedvezőtlen helyzetük miatt valamivel nagyobb volt. Az áldozatok közé került Kende Mihály is, aki a lovával együtt a Tiszába fúlt.
A Tisza-parti összecsapásban nem vettek részt jelentős katonai erők, de Rákóczi híveinek szempontjából erkölcsi hatása hatalmasnak bizonyult. Félelmet keltett a tiszabecsi oldalt védő nemesek körében is, akik a felkelők bátorságát csak az álhírekből ismert idegen csapatok leendő támogatásával tudták magyarázni. Löwenburg, a szatmári várparancsnok is csodálkozását fejezte ki levélben Csáky Istvánnak, amikor azok visszavonulásukat tervezték.

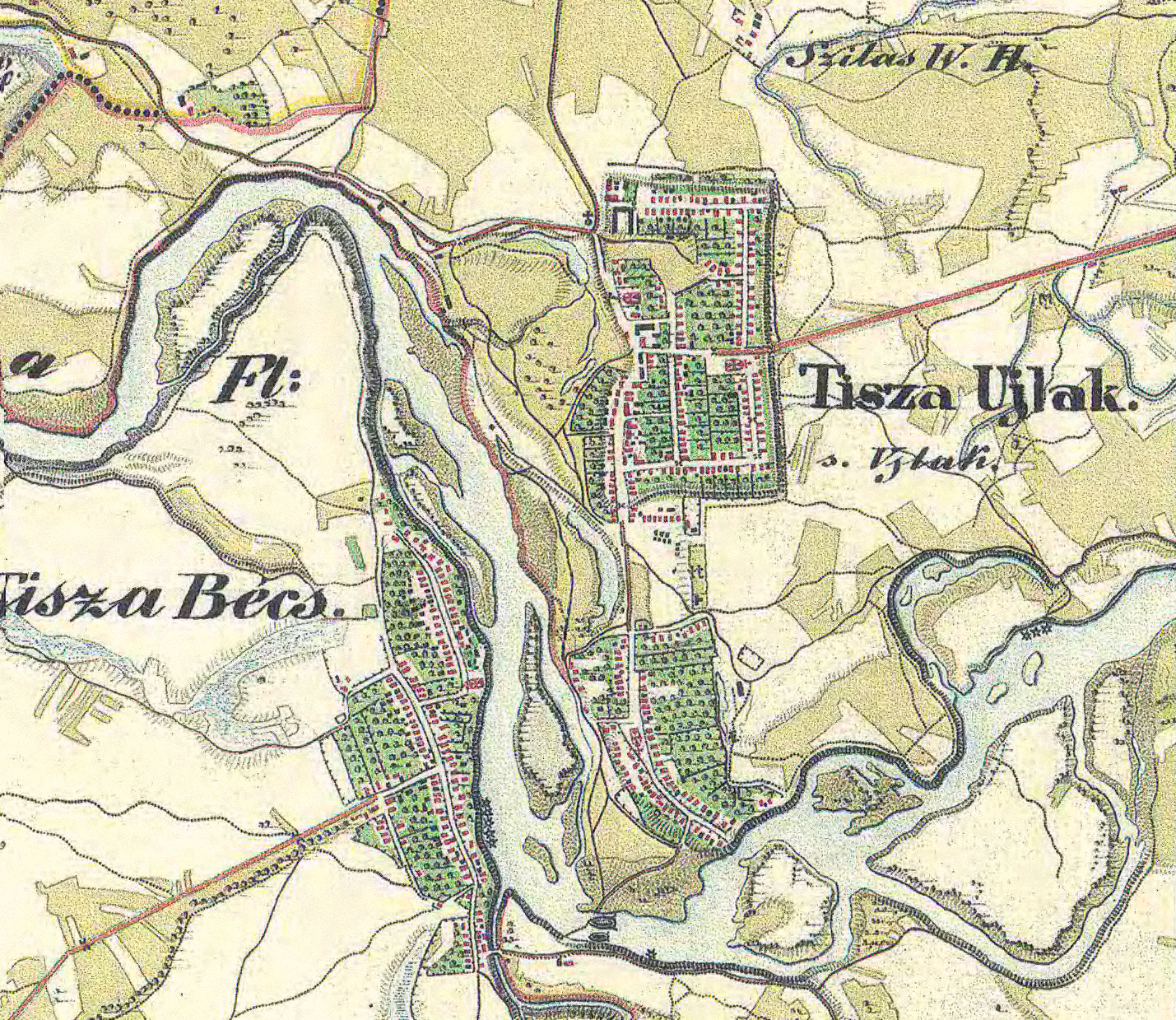
Tiszaújlak az 1806–1869 között készített franciskánus topográfiai térképen. Méretaránya: 1:

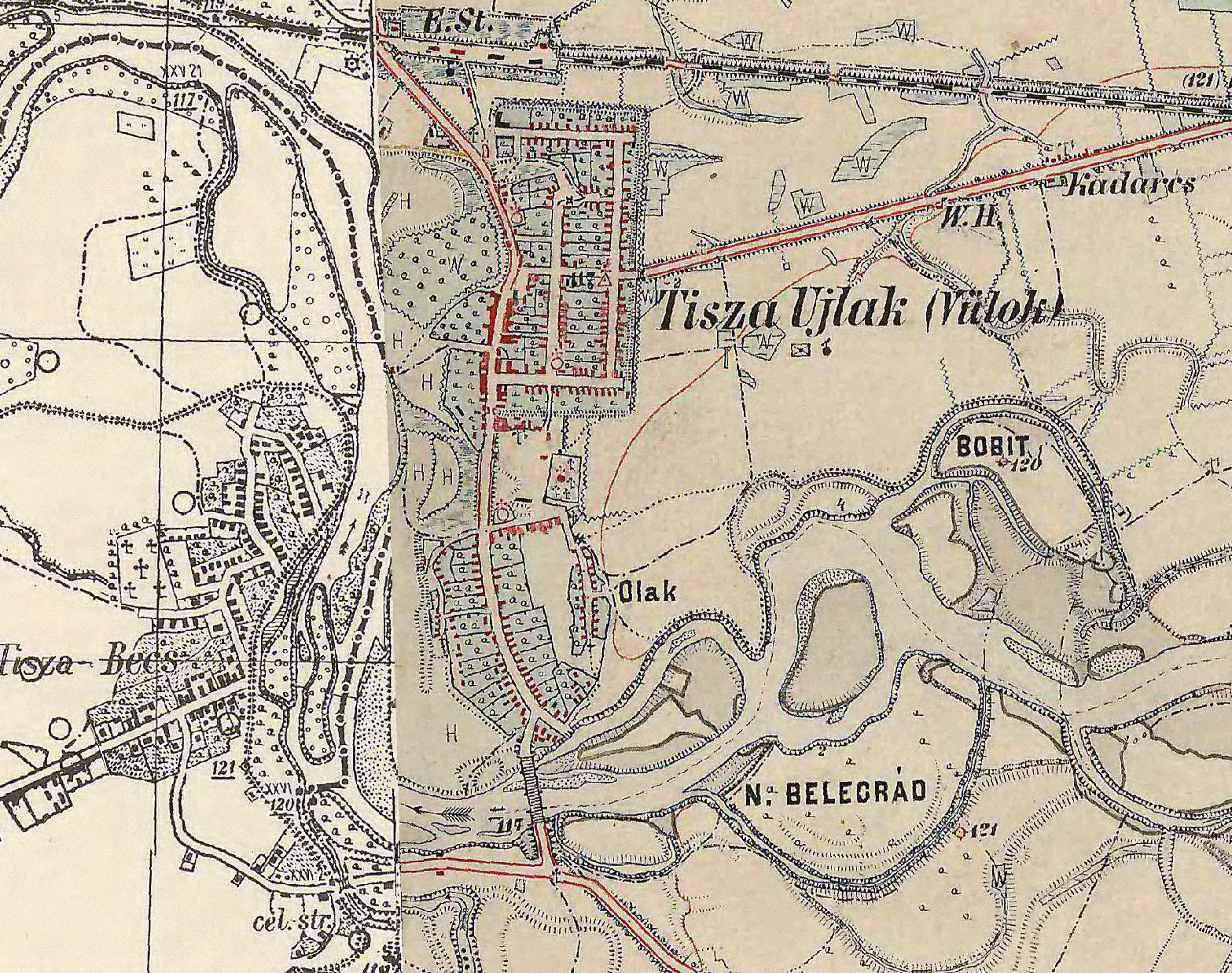
Tiszaújlak az 1872–1884 között készített ferencjózsefi topográfiai térképen (méretarány: 1:)

E sikeres nap után, már estefelé érkezett meg a gyalogság, az immár harcedzett lovassághoz hasonlóan kimerülten, majd a fejedelem Várinál rendezte a csapatok sorait. Ezután döntött a fejedelem az átkelés megkezdése mellett, Bercsényi Miklós tanácsának ellenére. Tisztában volt a veszélyekkel, mivel emlékirataiban ezeket jegyezte fel:
Előre láttam, hogyha megkíséreljük az átkelést a Tiszán, nagy veszély fenyegeti személyemet, de ha végrehajtjuk ezt a vállalkozást, a köz javának nagy előnye származik belőle.
 A lovasság volt a legütőképesebb erő, amelyre Rákóczi számíthatott, támogatták is átkelési szándékát. Tekintettel kellett lenni a sereg harci kedvére, amit negatívan befolyásolt volna a hegyekbe való visszavonulás. Tanácskozások következtek, amelyeken a fejedelem akarata érvényesült. Nem hitték legyőzhetetlen akadálynak a Tiszabecsnél az ellenség által épített hídnak az elfoglalását sem. Reggelre azonban változott a helyzet, a Tiszabecsnél állomásozó előőrsök jelentették, hogy ott feloszlott a vármegyei nemesség vezetése alatt álló tábor. Saját csónakjaikat tönkretéve visszavonultak Szatmárra, a német század pedig egymaga nem akarta tartani a révet. A tiszabecsi tábor szétesésében nagy szerepe volt a hamis híreszteléseknek, amelyek negyvenezer svéd és lengyel katona támadásáról szóltak. Ez egyben a vármegyei és az osztrák katonaság tájékozatlanságát is jelezte, nem látták át a valóságos helyzetet, kapkodva és zavartan döntöttek. Ilyen körülmények között jelölte ki Rákóczi a tiszai átkelés vonalát. Kulcsszerepet szánt Esze Tamásnak, akit a Tisza két partjáról gyűjtött seregével előreküldött Namény felé, maga pedig a fősereggel utánaindult.
Rákóczi seregei 1703. július 14-én Tiszaújlak-Tiszabecs térségében aratták első győzelmüket. A csata kétszáz éves évfordulójának emlékére 1903-ban avatták fel a turulmadaras Rákóczi emlékművet az események helyszínén.

### 1717-től Trianonig
1717-ben a krími tatárok törtek be a településre, azt földig rombolták és 17 lakost rabszíjra fűzve elhurcoltak.
1790-ben, Ungvár és Munkács után, gyógyszertár nyílt Tiszaújlakon.
1830-ban a lakosság száma 1441 fő volt, többségében kisiparos és kereskedő. A 18. században és a 19. század elején a tiszaújlaki provizoriátushoz tartozott Kishódos, mint kamarai birtok.
Nagy csapás sújtotta a települést 1830-ban, amikor a tiszai tutajosok kolerát hurcoltak be a helységbe. A lakosság nagy része meghalt, az áldozatokat a kis római katolikus kápolna környékén temették el.
Az 1848. március 24-re összehívott országgyűlésben Ugocsa megyét Abonyi István (Tiszaújlak) és Egry János (Halmi) képviselte. Az 1848–49-es forradalom és szabadságharcban, Kossuth Lajos felhívására 163 tiszaújlaki férfi fogott fegyvert. Ugocsa megyében az összeírások szerint a nemzetőrök száma 1848 végén elérte a 3500 főt. A Kárpátaljai Területi Állami Levéltárban, hiányosan bár, de megtalálható az ugocsai nemzetőrök falvankénti névsora. 1848. szeptember 23-án a nemzetőrséget alegységekbe szervezték, megválasztották tisztjeiket, feleskették őket. Tiszaújlakon megkezdődött a 125 közlegényből, két alhadnagyból, egy hadnagyból és egy századosból álló egység kiképzése. A szabadságharc bukása után Kosvai Bélát húsz évi fegyházbüntetésre ítélte az osztrák bíróság.

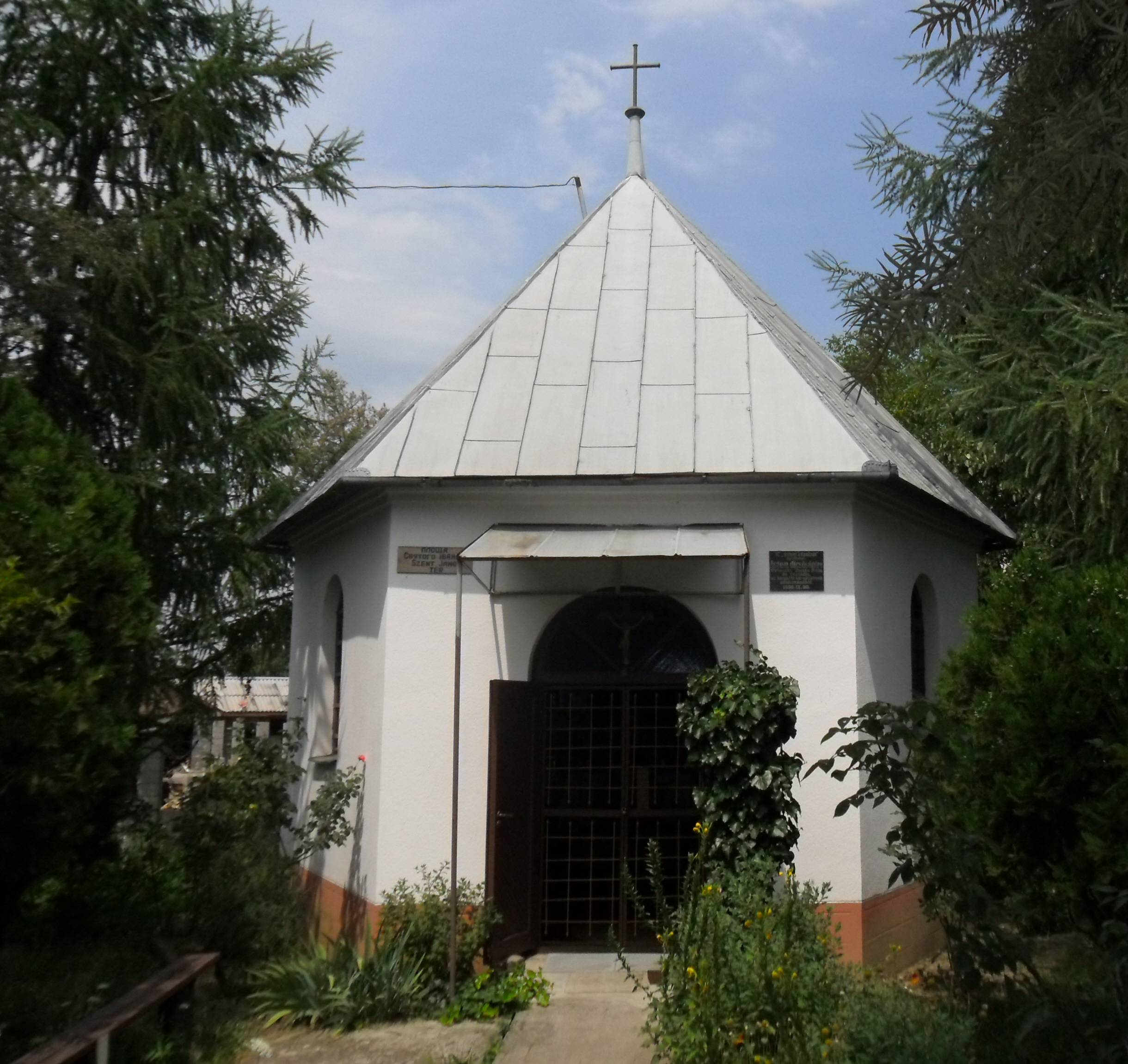
A Nepomuki Szent János-kápolna

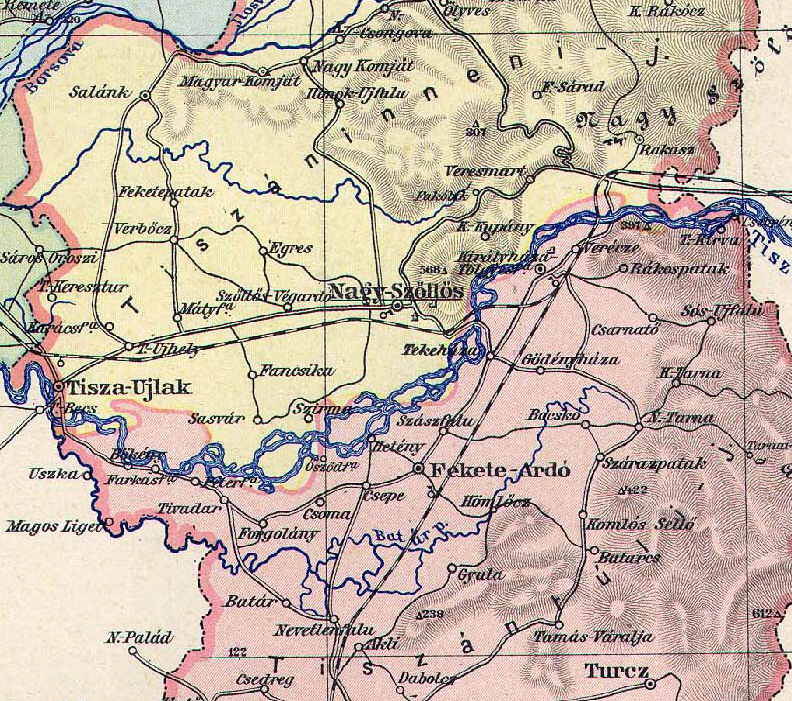
Tiszaújlak és környéke a 20. század elején

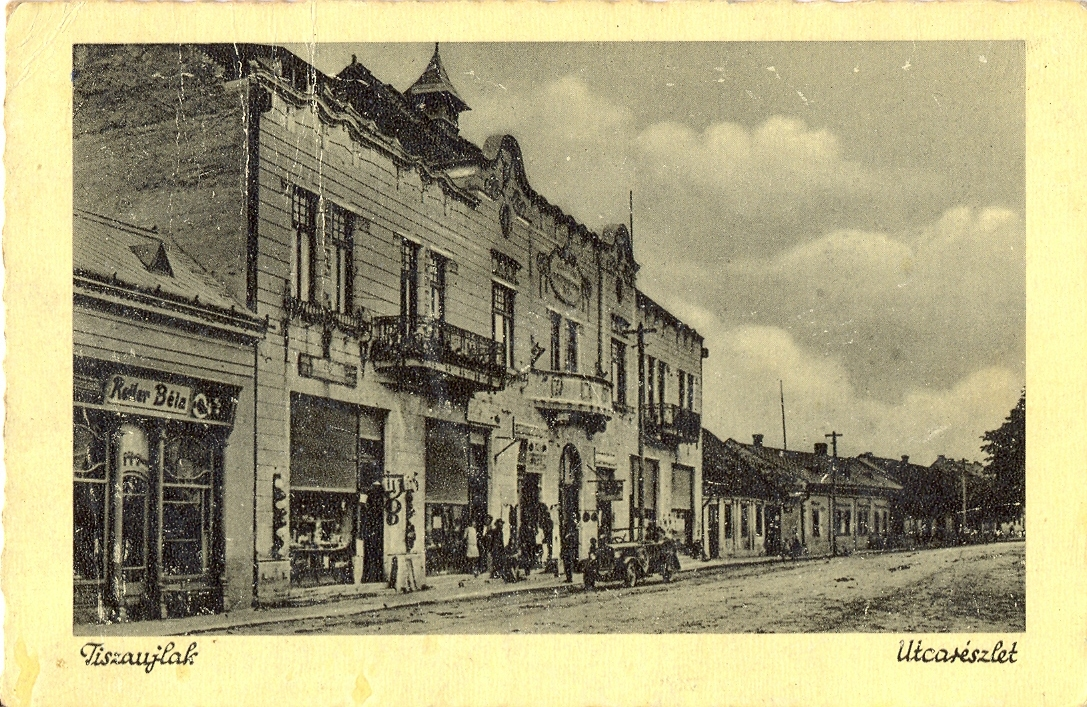
Tiszaújlaki utcarészlet

1885-ben ipari tanonciskolát hoztak létre, 65 tanulóval. A 19. század végén felépült a vasútállomás, a posta, a telefonközpont és a takarékpénztár. Kezdetben Tiszaújlakon csak egytanerős egyházi iskolák voltak, 1883-ban nyílt meg az első állami népiskola. Az 1908–1909-es tanévben a tanulók létszáma elérte a 394 főt, a tanítók száma ekkor hat fő volt.
Bizonyos, hogy 1888-ban is nagy árvíz sújtotta a települést.

### A csehszlovák időszak
A trianoni döntés értelmében az új határ Tiszaújlak mentén húzódott. A háború után nehezen indult meg a gazdasági élet. Ez az időszak 1918-tól 1924-ig tartott. Ekkor kezdett fellendülni Tiszaújlak. 1926-ban a település utcáin már villanyvilágítás volt.
Az 1930-as években a főutcán ötven üzlet, két bank és a Rojkó-féle gyógyszertár volt. Kárpátalja egyik legelső gyógyszertára az 1700-as években alapított Rojkó-patika, mely az egykori nagyközségi kórház, a jelenlegi orvosi rendelő helyén állt, s itt készítették az országszerte, sőt az egész Osztrák–Magyar Monarchiában ismert Rojkó-féle bajuszpedrőt, amelyet még I. Ferenc József császár és király is használt. Tiszaújlakon négy községi orvos rendelt, hét hentesüzlet volt, vágóhíd üzemelt, húsz mester foglalkozott cipő és csizma készítésével, hat ruhaszabó dolgozott és két malom üzemelt.
Nagy termény- és termékraktárak voltak a településen. Tiszaújlak nagy piacán heti, hónapos országos vásárokat tartottak, ahol rengeteg jószágot adtak és vettek, még Csehországba is szállítottak.
4000 ember élt itt a legnagyobb megértésben, ebből 1600 ember zsidó volt, akik vezették a kereskedelmet.
1933. július 8-án Tiszaújlakot elöntötte az árvíz, amelyben kb. 400 ház omlott össze, négy ember meghalt, kb. 500 jószág elpusztult. A cseh állam is részt vett az újjáépítésben, ezután épültek meg Tiszaújlakon a faházak.
1938-ban Tiszaújlakon egy elemi és egy polgári iskola volt, egy osztály az egyházhoz tartozott.

### Újra Magyarország részeként
1938. november 2-án az I. bécsi döntés értelmében Magyarország visszakapta Csehszlovákiától a trianoni határ mentén elterülő magyar többségű országrészt, köztük Tiszaújlakot is. Bereg és Ugocsa k.e.e. vármegye nyugati sávja, az egykori Ugocsa vármegye községei és a trianon előtt Szatmárhoz tartozott Nagypalád a Tiszaújlaki járáshoz tartoztak, amelynek székhelye Tiszaújlak volt.

#### A zsidóság 1944. évi deportálása

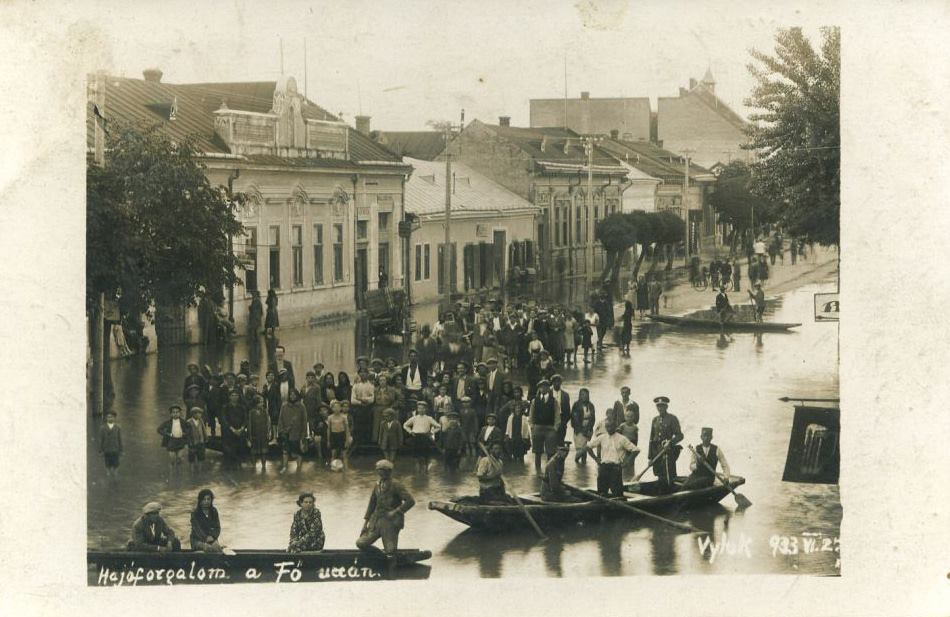
Tiszaújlak főutcája az 1933-s nyári árvíz idején

Baky László belügyi államtitkár április 7-én szigorúan titkos rendeletet bocsátott ki a magyar zsidóság gettóba gyűjtéséről. Ezen felül a rendelet utasította a hatóságokat, hogy a „zsidók összeszedése” során begyűjtött értékeket a „községi elöljáróságok három napon belül a tisztogatási terület központjában székelő Nemzeti Bank fiókjához tartoznak beszállítani”.

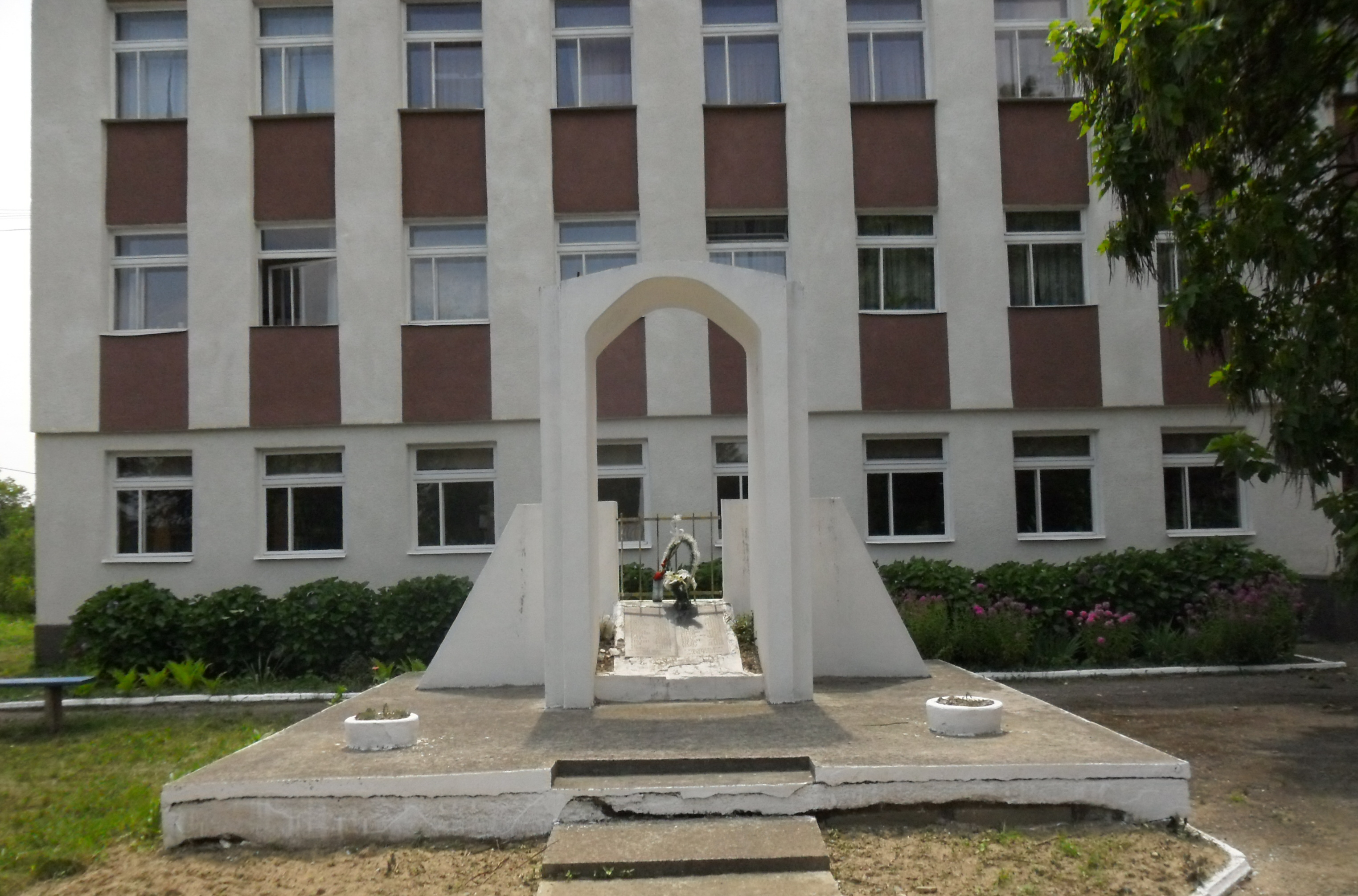
A sztálini lágerekbe elhurcoltak emlékműve Tiszaújlakon

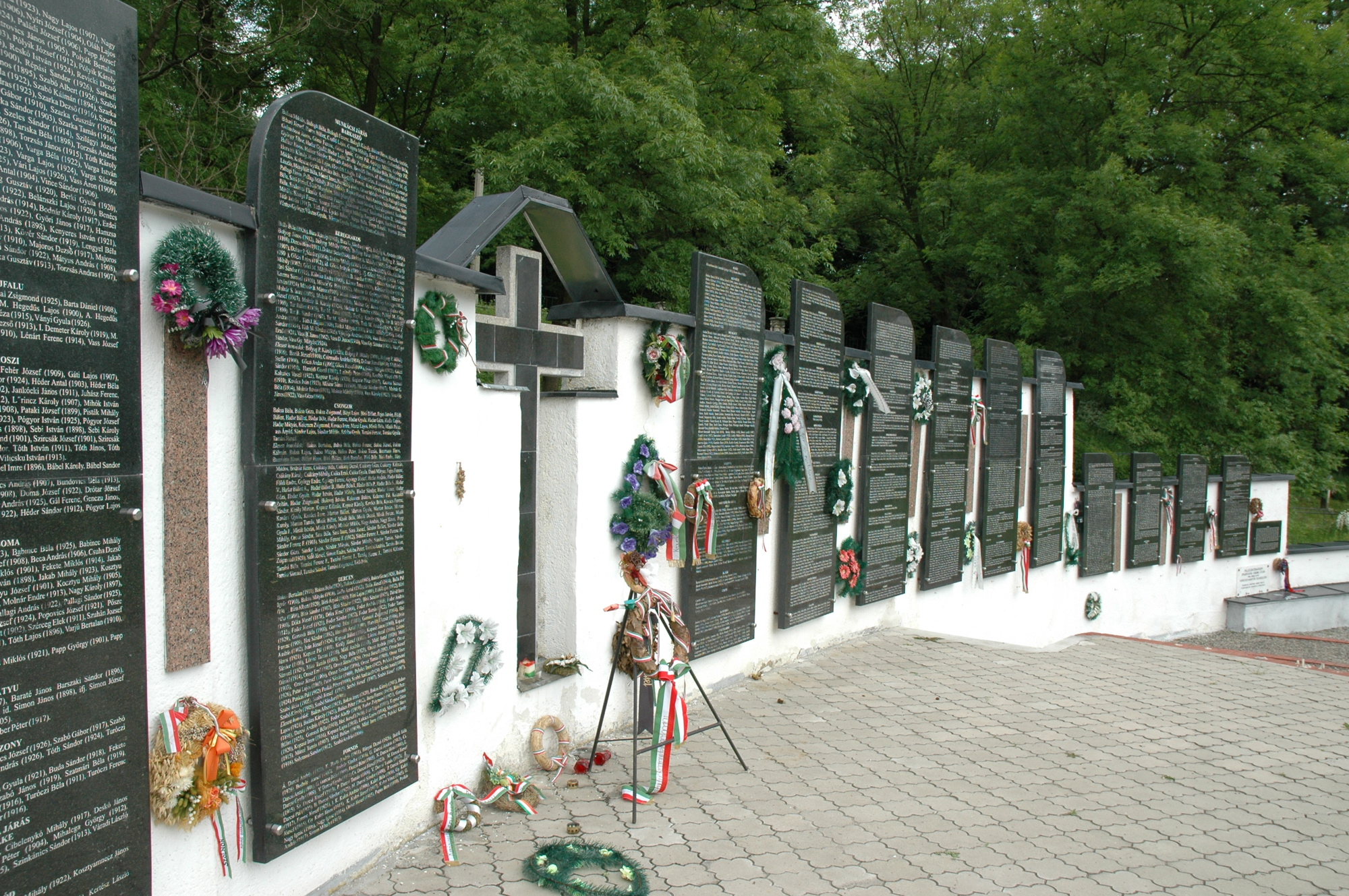
A málenkij robot áldozatainak emlékműve Szolyván

Kárpát-Ukrajnában és Északkelet–Magyarországon 13 nagyobb gettót és bevagonírozási központot alakítottak ki. Az összegyűjtött zsidókat vagy a Munkácson, Ungváron, Varjúlaposon és Beregszászban létesített gyűjtőtáborokban, vagy a huszti, máramarosszigeti, kassai, mátészalkai, nyíregyházi, nagyszőlősi, sátoraljaújhelyi, kisvárdai és beregszászi kijelölt gettókba helyezték el. Nagyszőlősön a városban élő és az Ugocsa megye hitközségeiből ideszállított zsidókat a zsinagóga és az úgynevezett Magyar sor körüli négy utcában gyűjtötték össze. A gettóban 12–14 ezer zsidó élt, köztük azok, akiket a szomszédos községekből, Batarcsról, Feketeardóról, Halmiból, Királyházáról, Kökényesről, Nagytarnából, Terebesről, Tiszaszászfaluról, Tiszaújlakról és Turcról szállítottak ide. A gettólakók közül 4700 nagyszőlősi lakos volt. A zsidók elhurcolása után az üzletek tönkrementek, a vásárok megszűntek.

### A szovjet közigazgatás időszaka
1944. október 24-én a 4. Ukrán Front katonái bevonultak a községbe. A szovjetek október 25-én bevonultak Husztra és Nagyszőlősre, október 26-án Munkácsra, majd október 28-án Beregszászra és Ungvárra is.
1944. november 13-án tartották meg Munkácson a munkácsi, az ungvári, a huszti, a nagyszőlősi, a szolyvai, a técsői és az ilosvai járás kommunista alapszervezeteinek képviselői azt az értekezletet, ahol bizottságot választottak, amelynek elsődleges feladata az volt, hogy megszervezze a Kárpátontúli Ukrajna Kommunista Pártjának alakuló kongresszusát. Épp aznap, amikor kihirdették a Kárpátalját megszállt 4. ukrán front katonai tanácsa által kiadott 0036. számú szigorúan titkos parancsot a kárpátaljai magyar és német nemzetiségű hadköteles férfiak letartóztatására és elhurcolására.
November 14-én, a 0036. számú szigorúan titkos parancs alapján Kárpátalja községeiben megkezdték a hadköteles korú német és magyar férfiak összegyűjtését.
Az 1933. július 8-ai árvíz után az 1947-es szilveszteri árvíz is emberáldozatot követelt a településen.
A szovjet közigazgatása alatt Tiszaújlak 1959-ben városi jellegű települési rangot kapott.
A Szovjetunió széthullásával Tiszaújlak az 1991. augusztus 24-én függetlenné vált Ukrajna része lett. A 2024 januárjában bevezetett 3285-IX. számú törvény miatt (melynek értelmében az országban eltörlik a városi jellegű településeket) Tiszaújlakot lefokozták vidéki településsé (селище).

## Népesség, vallási felekezetek
Tiszaújlak lakossága a 2006. december 1-jei adatok tükrében 3348 fő, amelyből 2653 magyar (a lakosság 79%-a), 711 ukrán, 41 orosz, 11 cigány és 32 egyéb nemzetiségű.
A lakosság nemi összetétele: 1419 férfi és 1929 nő. A legújabb, 2010-es adatok alapján Tiszaújlak lakossága 3419 fő, amelyből 2772 magyar (a lakosság 81%-a).
Tiszaújlakon jelenleg öt vallási felekezet működik, négy saját templommal, illetve az ortodox és a római katolikus felekezet még egy-egy kápolnával is rendelkezik. A Jehova tanúi felekezet imaházban tartja összejöveteleit. A hívek számának megoszlása szerint a legtöbb híve a római katolikus egyháznak van, majd ezt követi a görögkatolikus, a református, az ortodox egyház és végül a Jehova tanúi felekezet.

## Gazdasága
A privatizáció előtt tíz kisebb-nagyobb iparvállalat működött Tiszaújlakon (például cipőgyár, bútorgyár, famegmunkáló kombinát, kenyérgyár, aszfaltgyár, malom). A nagyközségben ma jelentős a munkanélküliség, ezért az államhatár közelsége miatt sokan a határon túl keresnek munkalehetőséget.
Az elmúlt néhány év során Tiszaújlak gazdasági élete nagy fejlődést mutat, ez főleg a kereskedelmi vállalkozások terén mutatható ki leginkább, ami nagyrészt a Tiszaújlak–Tiszabecs határátkelőhely hatásának tudható be.
A Tiszaújlakon található hét üzem közül (amelyek a szovjet közigazgatás során épültek fel) sajnálatos módon csak némelyik működik, azok is csak időszakos jelleggel. Jelenleg csak a fafeldolgozó üzemel, amely az egykori Szovjetunióban méretét tekintve Nagybocskó mellett a második volt Kárpátalján. A munkahelyek száma ugyan emelkedést mutat, de még így is nagyon sokan Magyarországon vállalnak munkát a jobb kereseti lehetőségek miatt.

## Közlekedés
A települést átszeli az Ungvár–Beregszász–Halmi (Románia) országút. A helyi közlekedés infrastruktúrája nagymértékben kiépített, az utak 75%-a aszfaltozott, míg a fennmaradó részek vagy földutak, vagy kőzúzalékkal leterítettek. 
A települést érinti a Bátyú–Királyháza–Taracköz–Aknaszlatina-vasútvonal. A Nagyszőlőssel való kapcsolattartást segítik elő az óránként induló iránytaxik, illetve autóbuszok.

## Oktatás
A nagyközségnek két különálló, önálló középiskolája van: a 2. sz. magyar és az 1. sz. ukrán tannyelvű. Az ukrán tannyelvű középiskolában érettségizők többnyire az Ungvári Nemzeti Egyetemre jelentkeznek, de néhányan a beregszászi II. Rákóczi Ferenc Kárpátaljai Magyar Főiskolát választják.

A 2. sz. Széchenyi István Középiskola 1. szárnyának épülete (2006)

Az 1. sz. Ukrán Középiskola

1998-ban a magyar iskola (amely három különálló részből állt: az úgynevezett „kis iskolából”, ahol a tanulók az 5–6. osztályig tanultak, majd a felsős osztályok a „nagy iskolában” tanultak tovább) romos épületei életveszélyessé váltak, ezért a helyi óvoda épületébe költöztek át, ahol hét tanterem állt rendelkezésre a 11 osztály 270 tanulója számára. 1998-ban a helyi római katolikus közösség elkezdte az új iskola építését, a kivitelező a Széchenyi István Jótékonysági Alapítvány volt. 2006. augusztus 29-én hivatalos keretek között átadták a felújított iskolaépület első szárnyát, majd szeptember 1-jén az elsősök újra birtokba vehették az új iskolát. Azóta a második szárnyat is átadták, étkezdével. A harmadik szárny, amely egyebek mellett tornateremnek is otthont adna, 2011-ig még nem készült el.

## Emlékhelyei

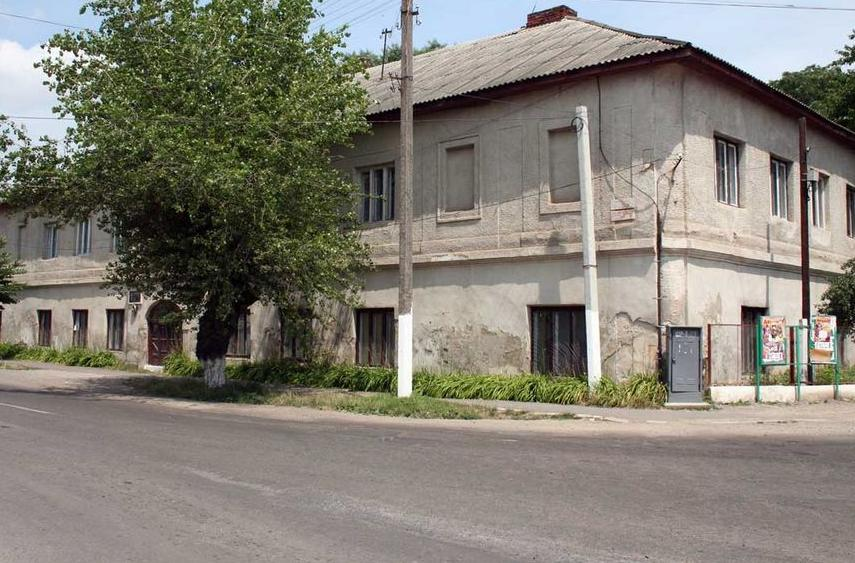
A tiszaújlaki sóház épülete

Az egykori sóház az ukrán tannyelvű középiskolának adott otthont, jelenleg nem használják. Az épület falán emléktábla hirdeti, hogy az egykori Sóhivatalt Esze Tamás kuruc vezér katonáival 1703. május 24-én 7 órakor reggel, két gyalogos csapattal és negyven lovassal elfoglalta.
Tiszaújlakon telepedett le Móricz Zsigmond egyik rokona, Ombódy Ilona Papp Mária nevű lánya, aki a boldog embernek, Papp Mihálynak édestestvére volt. Móricz Zsigmond tiszaújlaki kapcsolataira emléktábla hívja fel a figyelmet, amely az egykori ukrán iskola épületének a falán látható.
A só tudniillik, főleg az állatok számára volt értékesítendő; Tiszaújlakon, a szomszéd mezővárosban volt a sókamara s kockasót szoktak venni, ami kevés óvatosság mellett eláll és eladható. Sót édesapám is vett, egész tutajjal, s van egy emlék, hogy egy ízben dugáru volt, amit vett, s éjjel feljelentette valaki a faluból az újlaki fináncoknak, de mire a fináncok megjöttek, akkorára már őneki besúgták a veszedelmet, s a só eltűnt. Csak egy vagy két kút aztán hosszú ideig ihatatlan volt.
Szabó Lőrinc is felkereste Tiszaújlakot, és a Tücsökzene című kötetének egyik versében megörökítette itteni élményeit.

### Turul-emlékmű

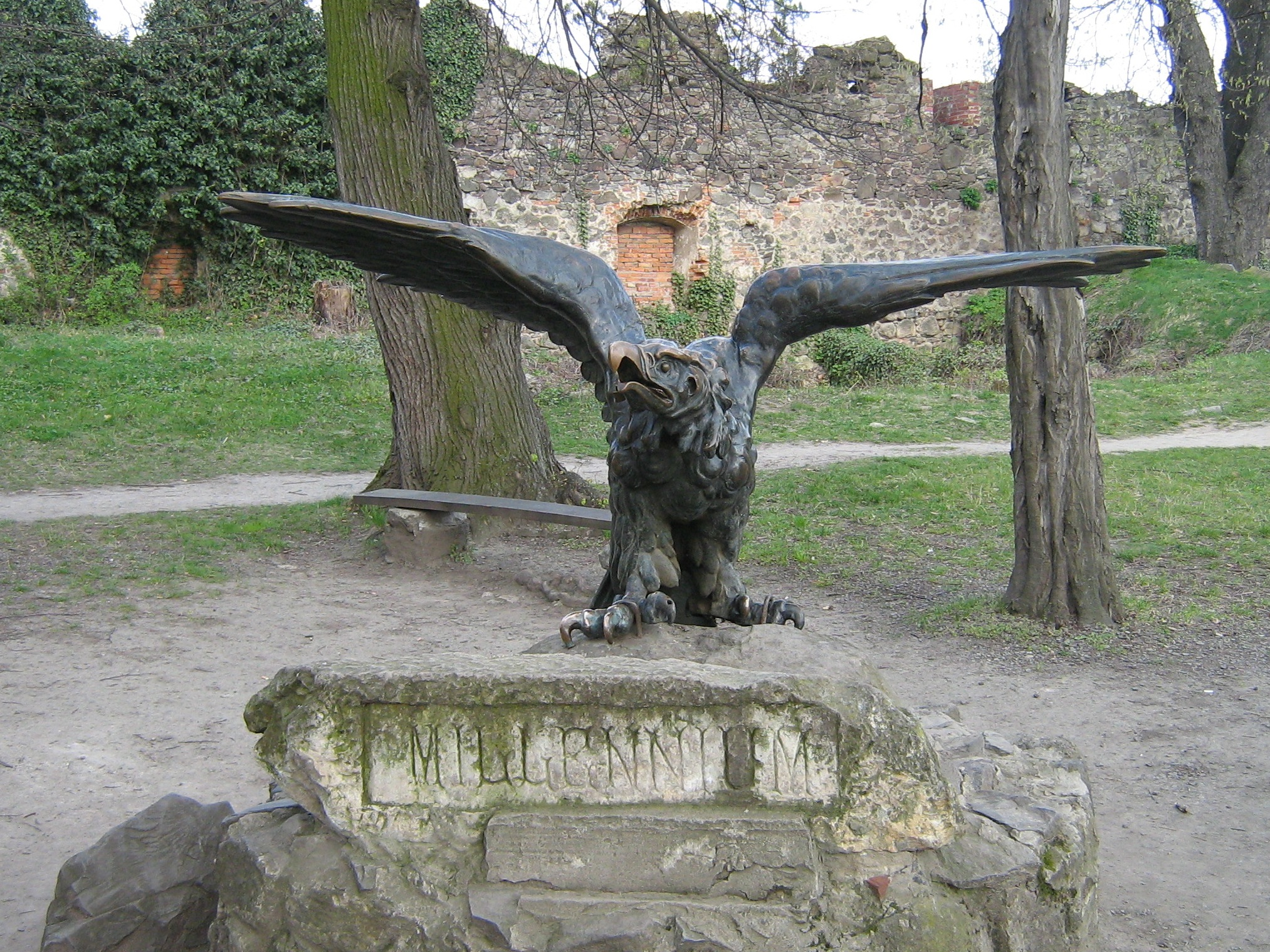
Az 1945-ig álló tiszaújlaki Turul emlékmű turulmadara, jelenleg az ungvári várban látható

Tiszaújlak és a szomszédos Tiszabökény határában egy mesterséges halom tetején áll a Turul-emlékmű. 1703. július 14–16-án a kuruc csapatok itt aratták első győzelmüket. A győztes csata helyén 1903-ban emlékoszlopot állítottak fel. Egy mesterségesen emelt, négyzet alaprajzú domb tetejére obeliszket, tetejére gömböt állítottak, arra szárnyait kitáró turulmadarat helyeztek. Évtizedekig fontos emlékhely volt, de 1945 tavaszán a helybeli vezetők, mintegy elkötelezettségüket akarván bizonyítani a szovjethatalom iránt, földig romboltatták az emlékművet, és az anyagát az elesett szovjet katonák emlékművének építésére használták fel. Magát a turulmadarat Ungvárra szállították, és a mai napig az ungvári várban lehet megtekinteni. 1987-ben Bíró Andor, a péterfalvai kolhoz akkori elnöke, Ukrajna Legfelsőbb Tanácsának hosszú ideig egyetlen magyar képviselője kezdeményezte az emlékmű helyreállítását. Sokáig húzódott az ügy.

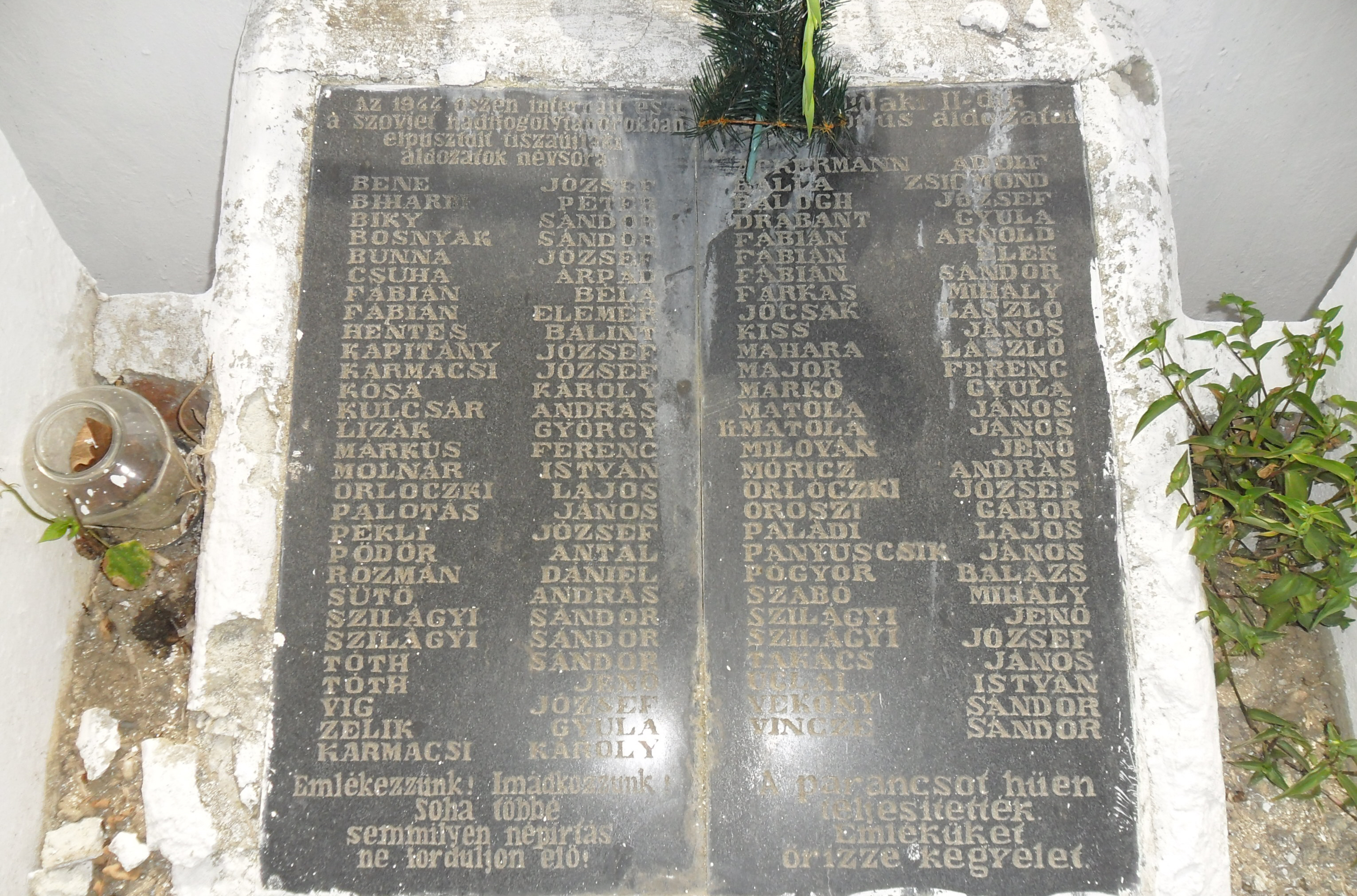
A sztálini terror („málenkij robot”) emlékműve, az áldozatok névsorával (Tiszaújlak)

Már megvolt a területi tanács engedélye az eredeti emlékmű visszaállítására, de ez még kevésnek bizonyult. Engedély kellett Kijevből is. A hatalom nem akart turulmadaras emlékművet, legfeljebb egy kuruc lovasszobrot. Mivel a már aláírt engedélyt sehogyan sem tudták megváltoztatni, 1989. július 16-án került sor az emlékmű ünnepélyes újraavatására, amely Keisz Gellért és Lezu Vladimir építész alkotása.

### A sztálini terror emlékműve
Tiszaújlak központjában 1989-től emlékoszlop hirdeti a sztálinizmus („málenkij robot”) azon áldozatainak a névsorát, akiknek egyetlen bűnük magyarságuk volt. A 149 elhurcolt férfiből 23-an odavesztek.

### Tiszaújlak templomai
Tiszaújlakon jelenleg öt vallási felekezet működik, négynek saját temploma van.
A község első római katolikus templomáról 1332-ben találunk említést a korabeli okmányokban, a templomot azonban a vidékre betörő tatár, török hordák később porig rombolták. Helyén épült fel 1788-ban a mai barokk stílusú, Szent Ilona tiszteletére szentelt római katolikus templom.
A görögkatolikus templom 1806-ban épült, klasszicista stílusban. Romzsa Tódor vértanú 1947. évi meggyilkolása után, 1949-ben az egyházmegyét bekebelezte a moszkvai ortodox egyház. A templomot 1991-ben kapta vissza az egyház. Az ortodox felekezet ezután kezdett új templom építésébe, amely a közelmúltban készült el.
Az első református templom a jelenlegi Rákóczi úton épült torony nélkül, 1701-ben tűzvész pusztította el. 1850-ben a református egyházközség megvásárolta azt az épületet, amelyet a község addig sóraktárnak használt, 1903-ban kibővítették és tornyot építettek fölé. Az építés 1905-ben fejeződött be. Nagyobb felújítás utoljára 1988-ban történt. A harangokat Egry Ferenc készítette Kisgejőcön.

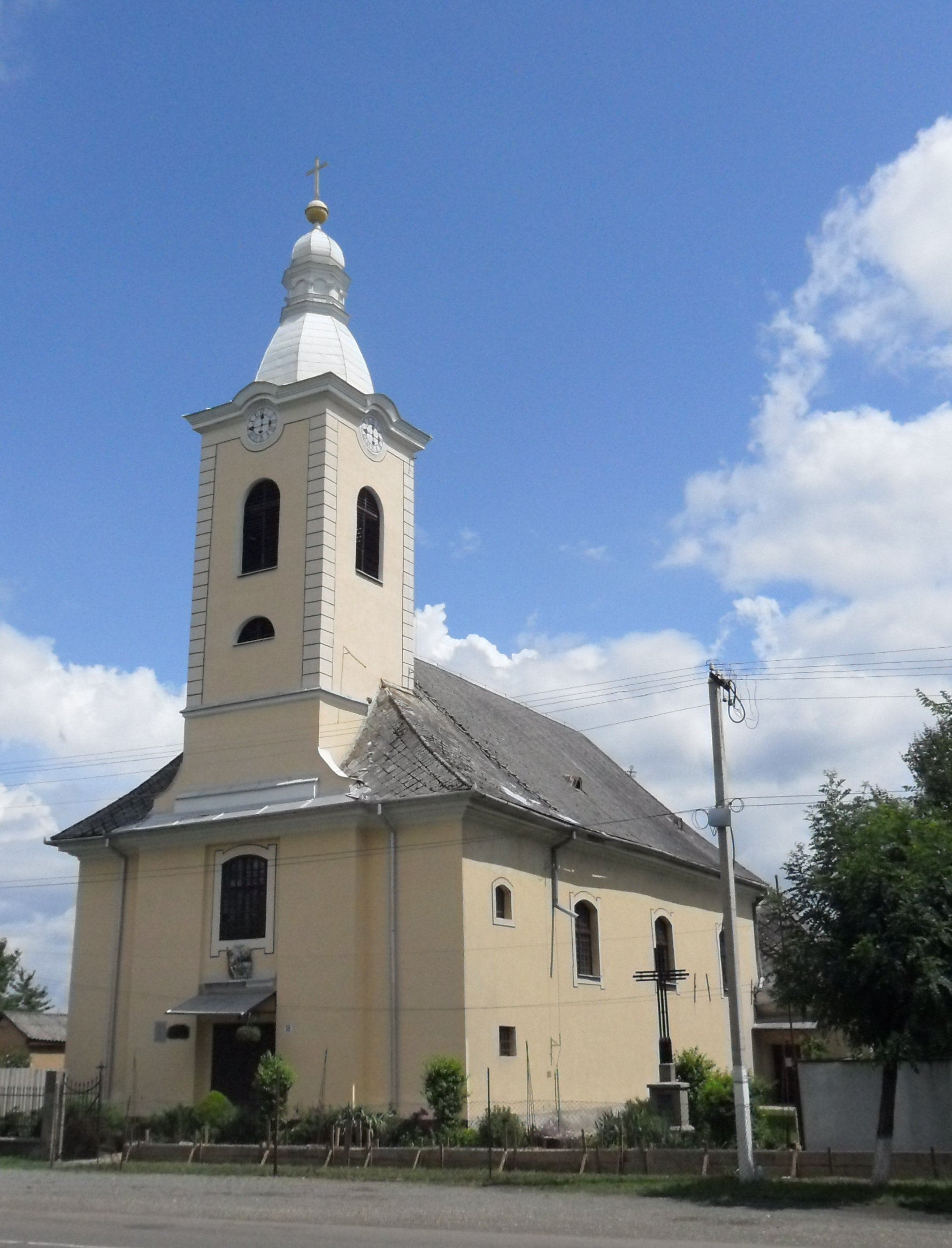
A tiszaújlaki római katolikus templom
A tiszaújlaki pravoszláv (ortodox) templom
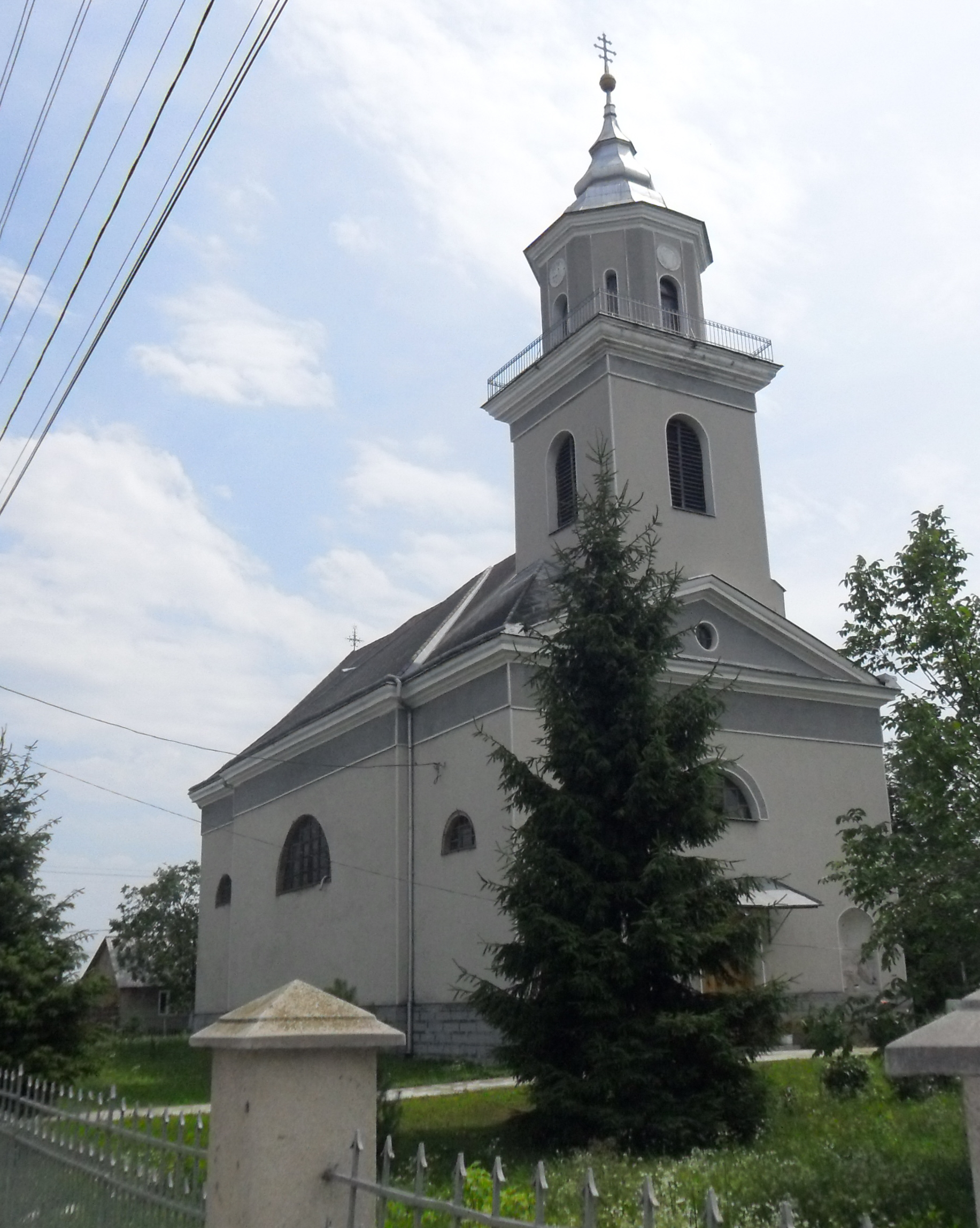
A tiszaújlaki görögkatolikus templom
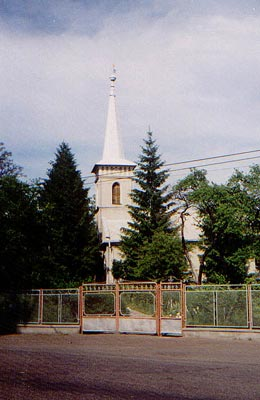
A tiszaújlaki református templom

## Környezetvédelem
A környezetvédelem érdekében a nagyszőlősi hulladékgazdálkodási és hulladékhasznosítási cég minden szombaton elszállítja a szemetet, ami nagyban elősegíti, hogy Tiszaújlakon ne alakuljanak ki szeméthegyek. A helyi iskolások a köztisztasági akció keretében pedig évente kétszer összegyűjtik az utak mellett eldobált szemetet.

## Sportélete

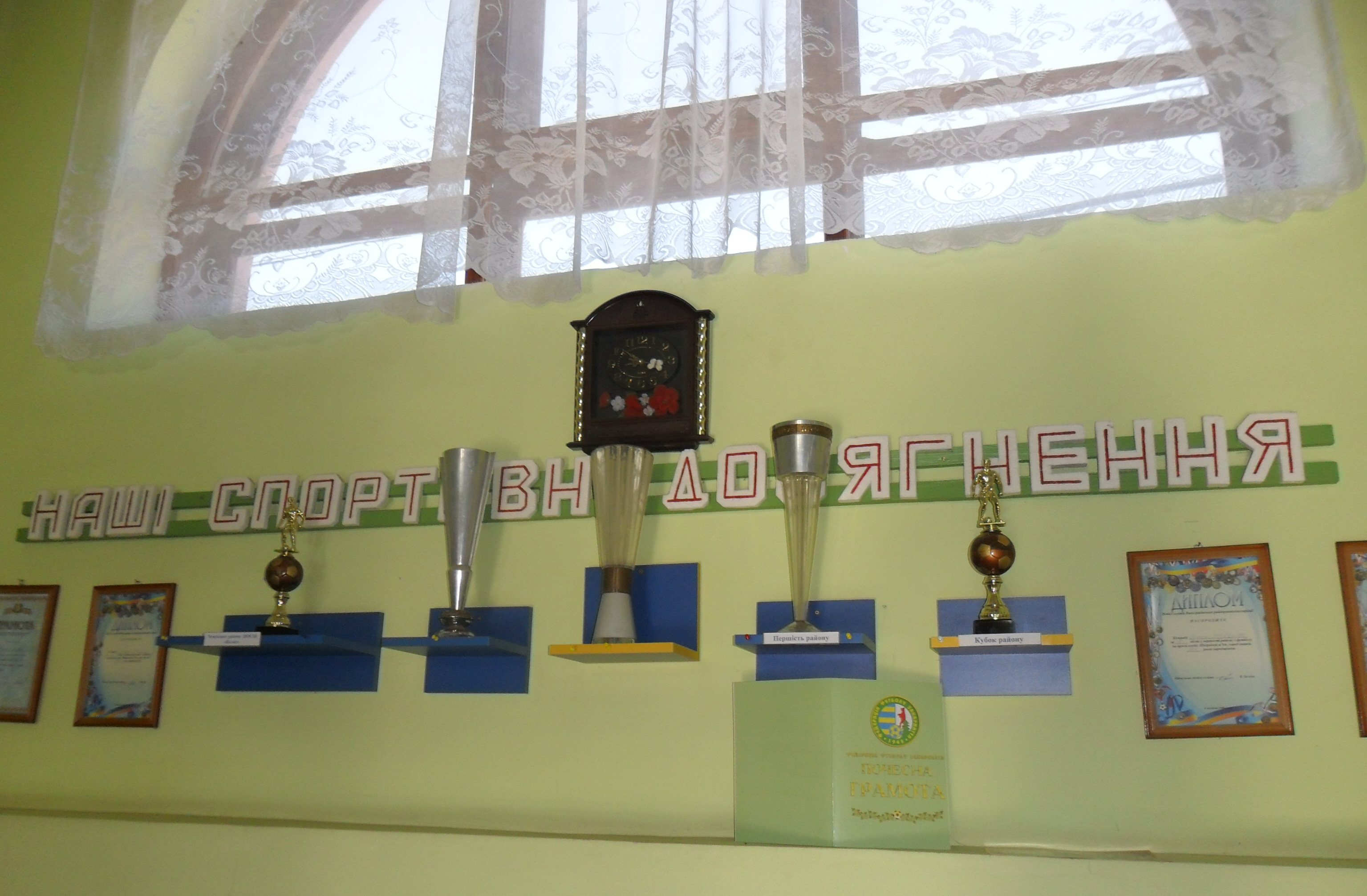
A Tiszaújlaki 2. sz. Középiskola diákjainak győzelmi serlegei

Legnagyobb sikert a labdarúgás terén az 1991–1992-es korosztályú tiszaújlaki iskolások érték el 2007-ben, amikor megnyerték az Ajándékozz egy mosolyt a gyermekeknek elnevezésű országos seregszemlét: a megyében és a nyugat-ukrajnai régiós selejtezőn is sorra vert mindenkit a tiszaújlaki korosztályos focicsapat, s ezzel bejutott az országos vidéki sportjátékok labdarúgótornájának fináléjába, ahonnan pedig bajnokként térhettek haza. Ezzel az eredménnyel Tiszaújlak csapata jogot nyert arra, hogy Ukrajnát képviselje egy nemzetközi ifjúsági tornán.
2009-ben pedig a Nagyszőlősi járási téli kupát hatalmas fölénnyel nyerte meg Tiszaújlak. (A labdarúgócsapat a Nagyszőlősi járási labdarúgó-bajnokságban futballozik.)

## Híres emberek

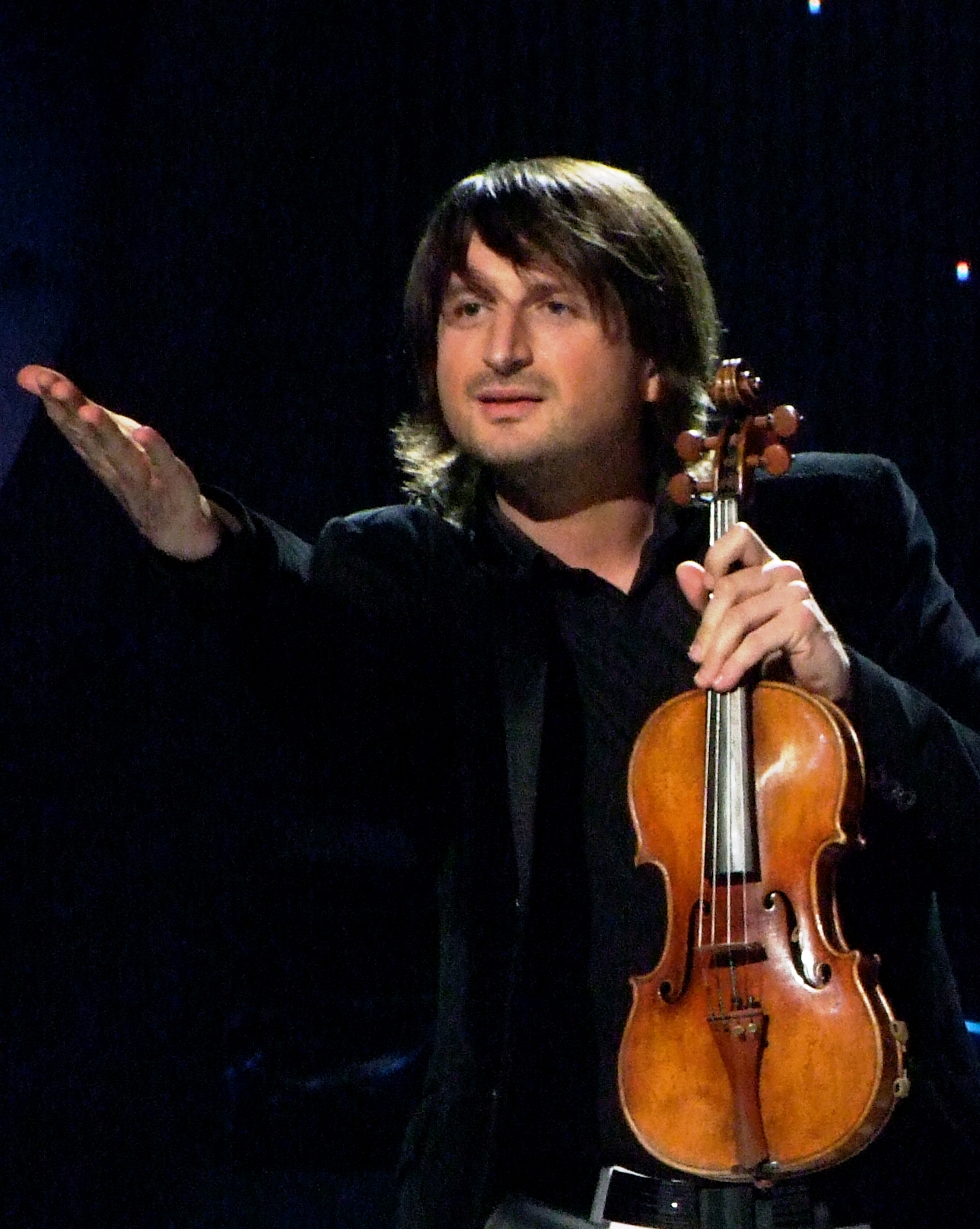
Edvin Marton 2008. május 20-án, Belgrádban

- Kolozsvári László eredeti nevén Netcze László[83][84][85]

Itt született
- Vári Fábián László költő
- Polgár Lászlóné, tanár, Polgár László pedagógus, sakkedző felesége és a Polgár lányok édesanyja
- Szűcs Nelli Jászai Mari-díjas színésznő[86]
- Edvin Marton és Sándor Graf Mourja[87] hegedűművészek
- Steinberger Sarolta (1875–1966) szülész-nőgyógyász, a budapesti egyetemen végzett első orvosnő
- Tomasovszky Lajos (1869–1944) vegyész, főiskolai tanár
- Vékony Antal (1848–1903) író

Munkájuk Tiszaújlakhoz kötötte
- Esze Gábor megyei főorvost
- Barta Ödön a tiszaújlaki gazdasági bank alapítóját

## Képek

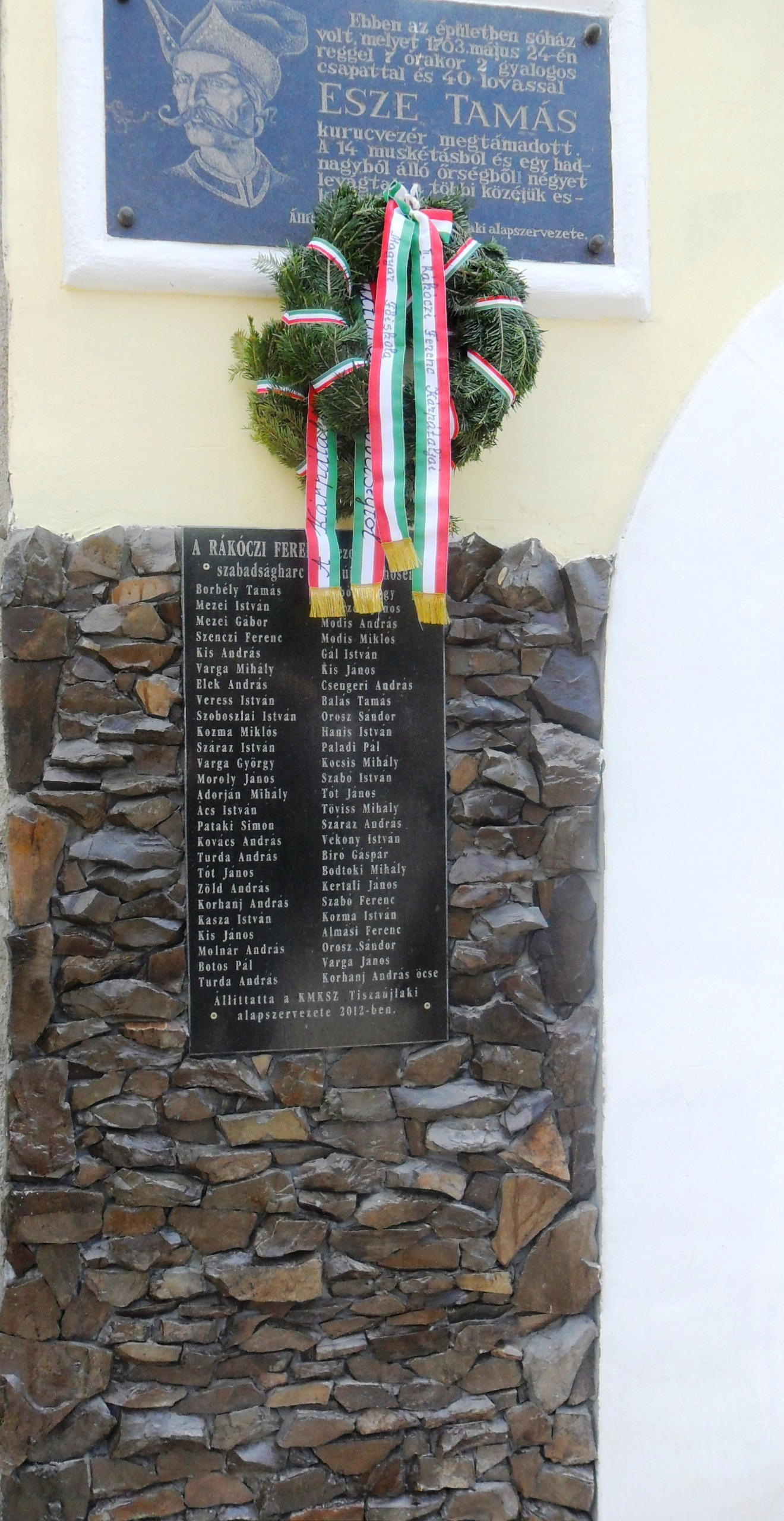
A Rákóczi Ferenc vezette 1703-1711-es szabadságharc tiszaújlaki hőseinek állított emléktábla az egykori sóház falán
A 2. sz. Széchenyi István Középiskola átépítés előtt (1998) és átépítés közben (2003)
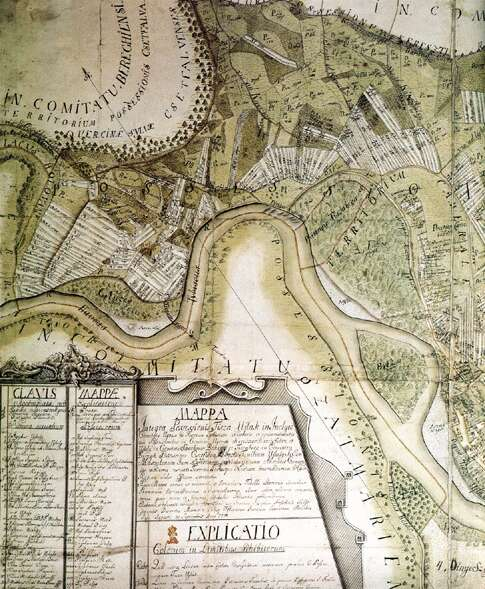
Tiszaújlak 1768-os kamarai térképe
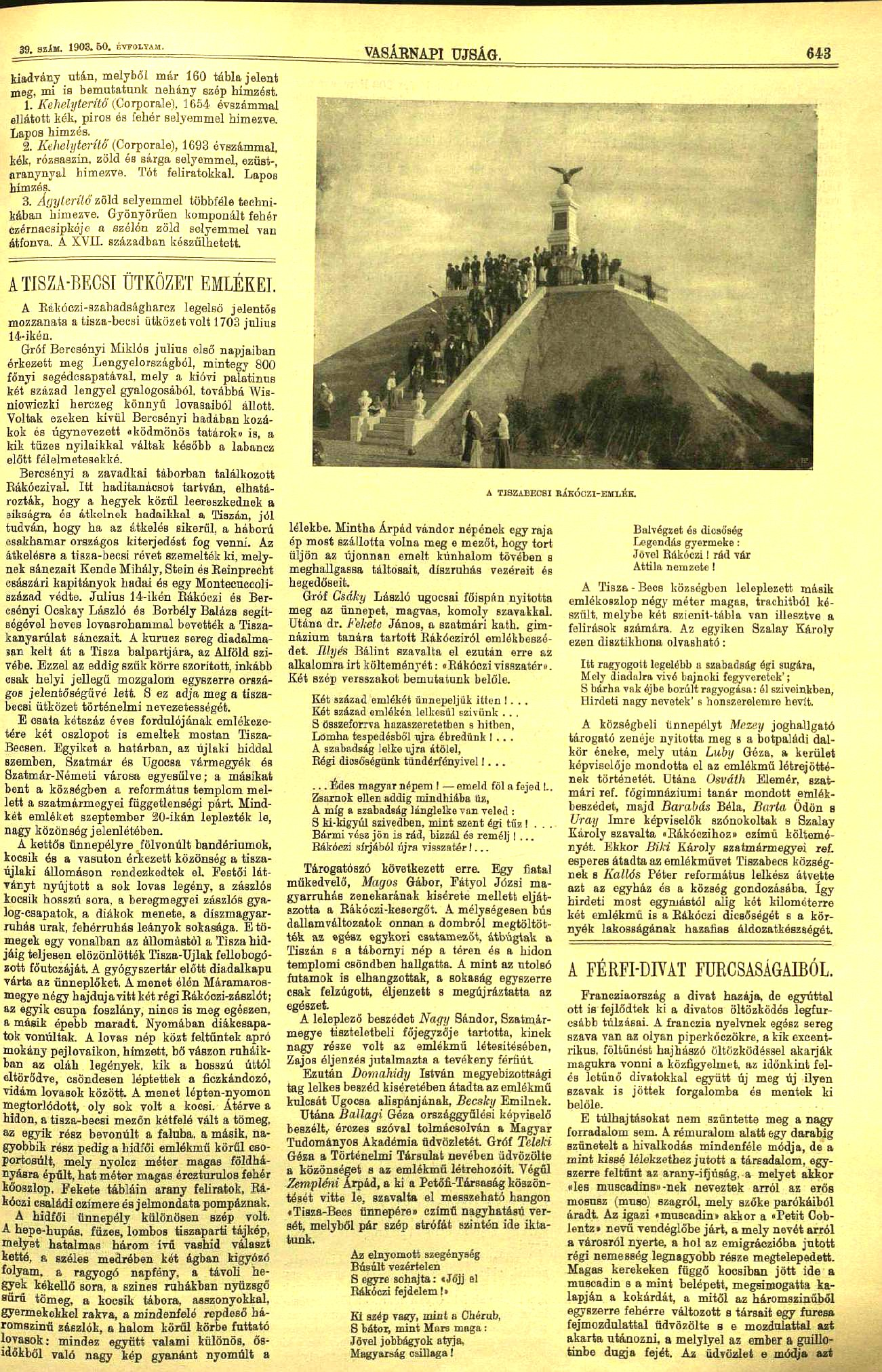
Korabeli hírlapi tudósítás az 1903-ban történt emlékmű-avatási ünnepségről (Vasárnapi Újság, 1903. 39. szám 643. oldal)
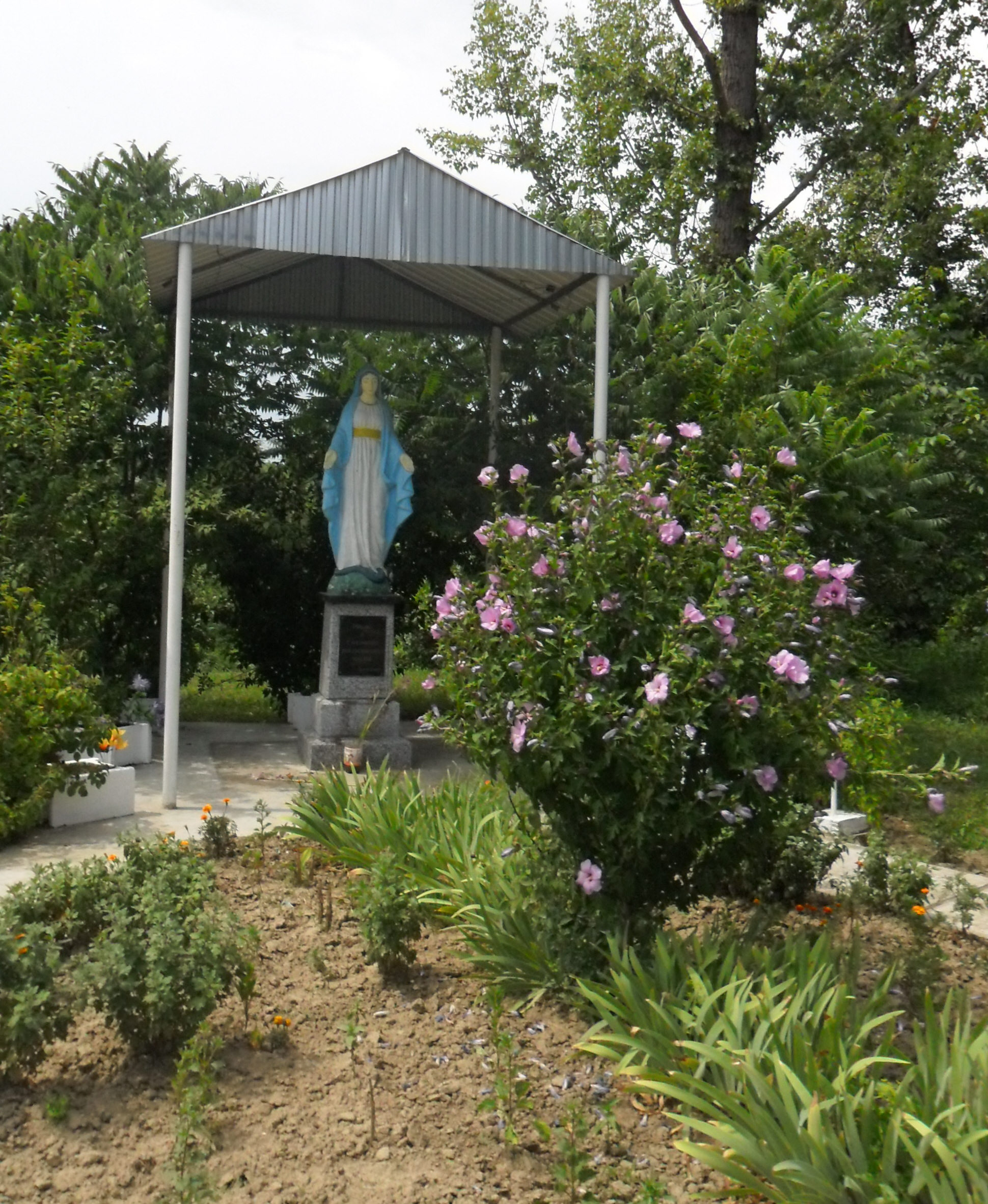
Szűz Mária-szobor az Esze Tamás téren
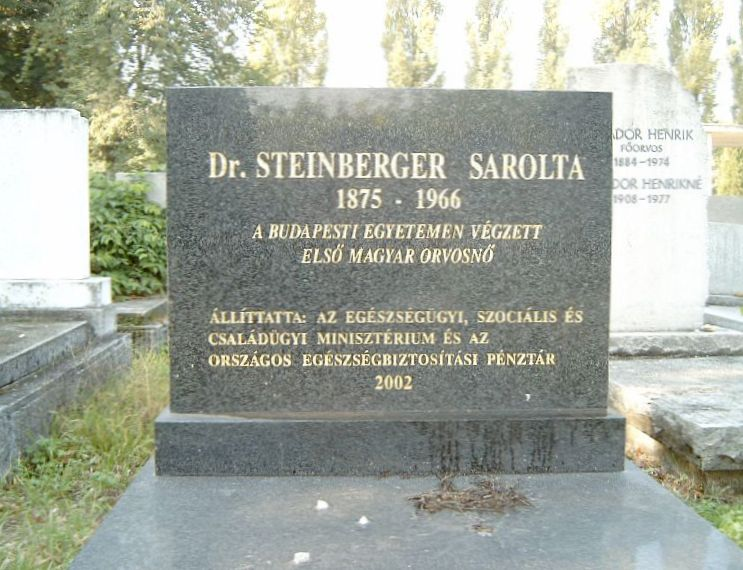
Steinberger Sarolta sírja. Kozma utcai izraelita temető: 5B-7-10.
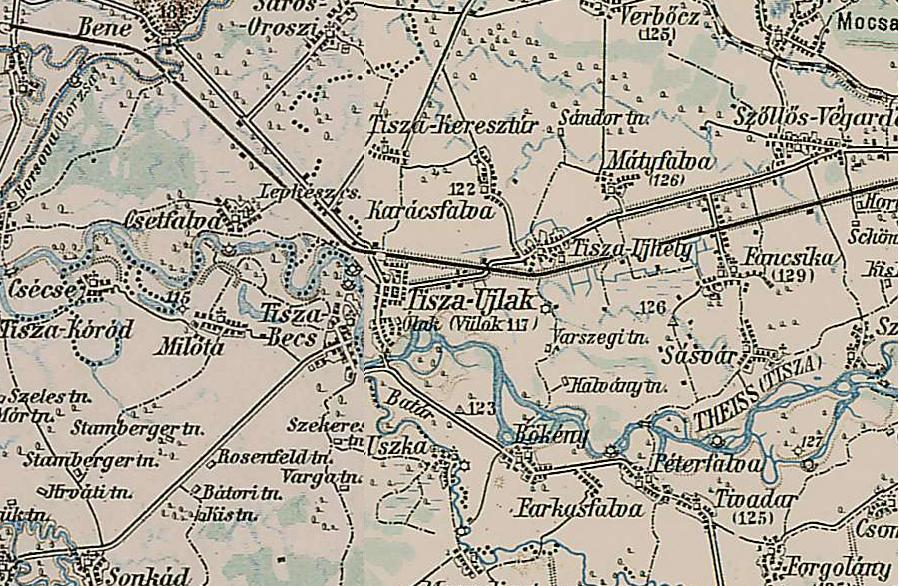
Tiszaújlak térsége a 3. katonai felmérés térképén
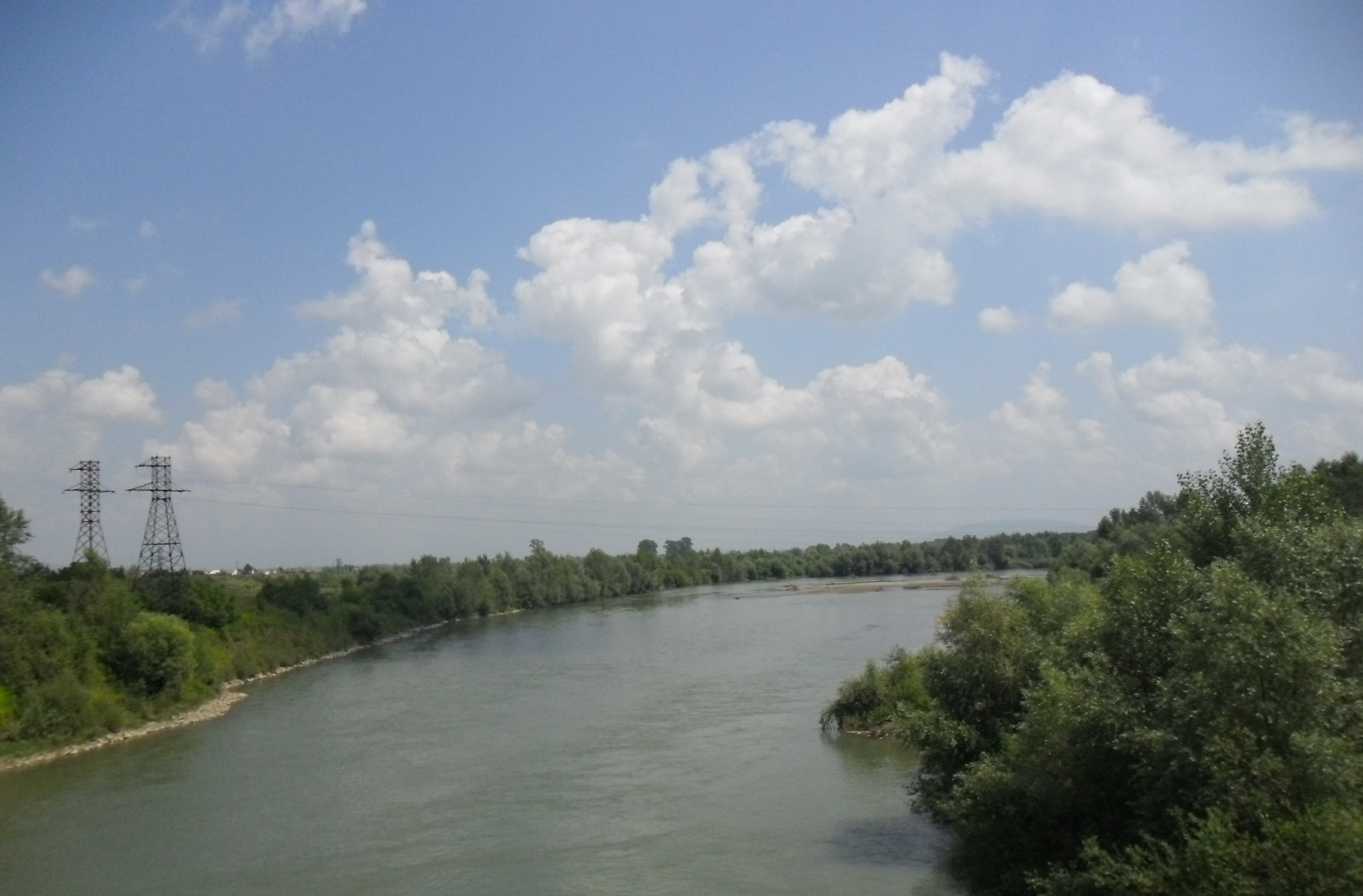
A Tisza Tiszaújlaknál
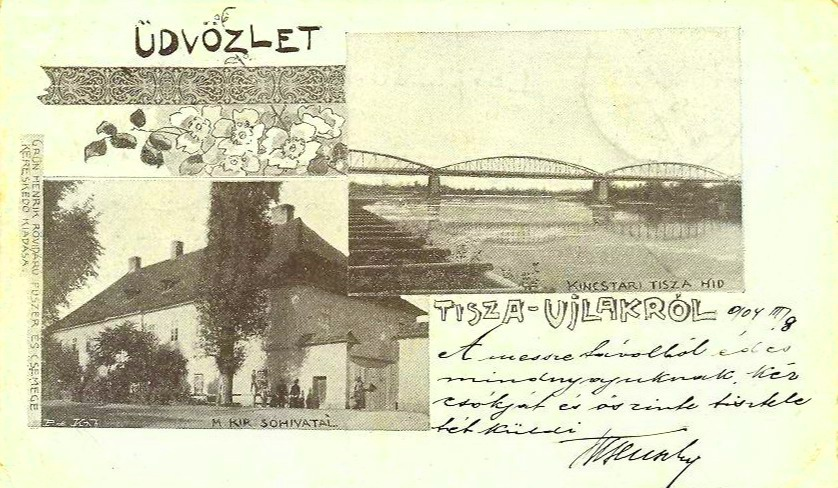
A Tisza hídja és a Sóház; üdvözlőlap 1904-ből, Tiszaújlak nevezetes építményeinek fényképével
Móricz Zsigmond-emléktábla Tiszaújlakon
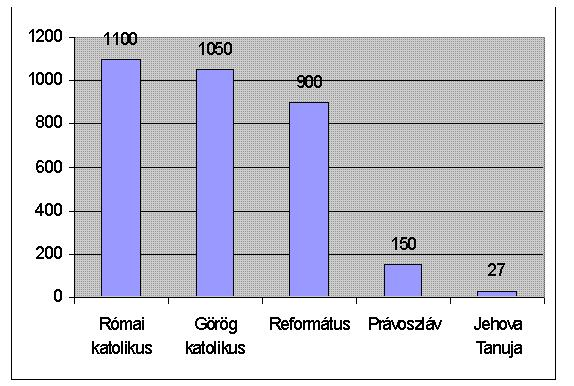
A tiszaújlaki vallási felekezetek számának megoszlása híveik számának tükrében
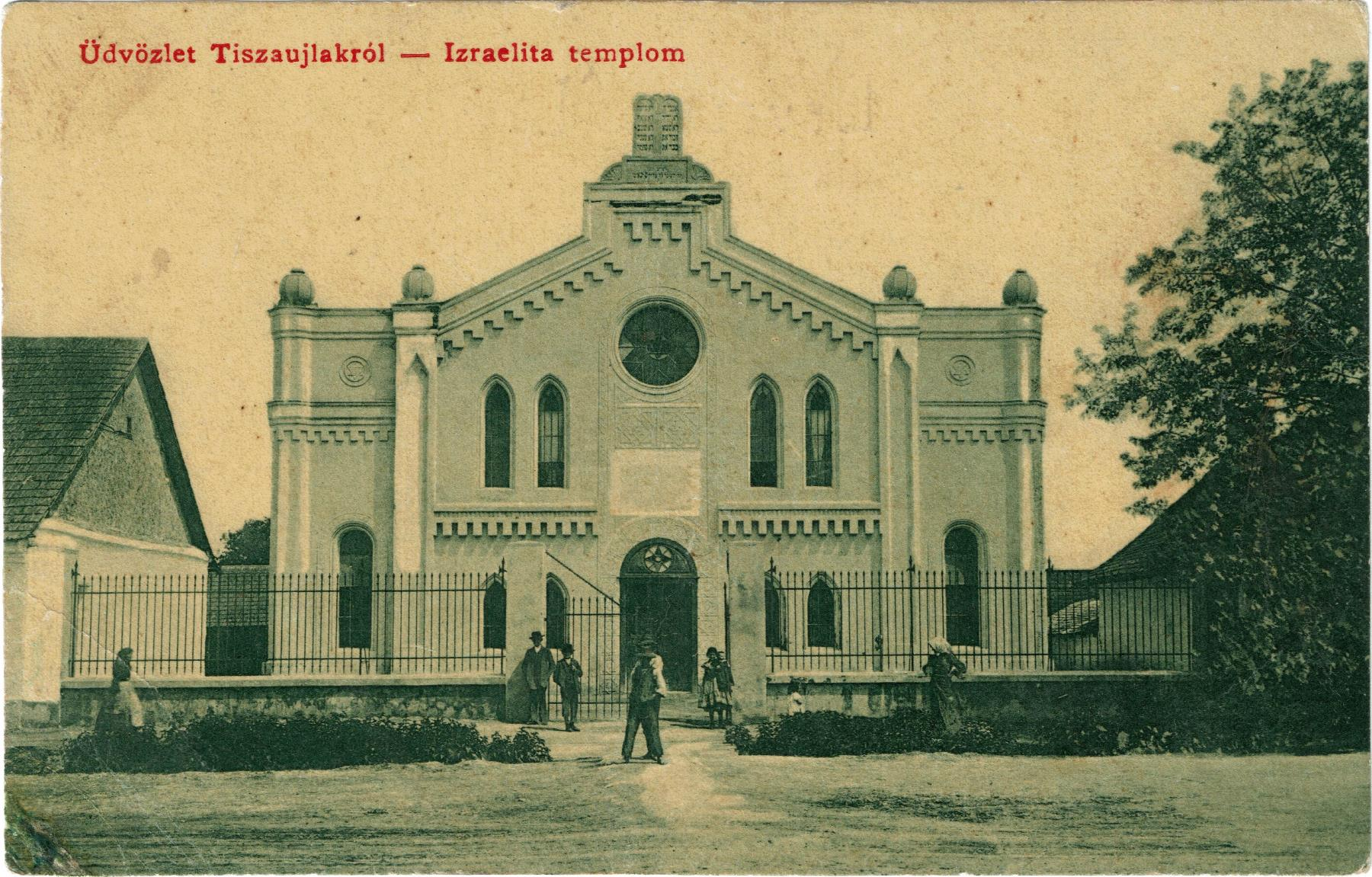
Zsinagóga